# 月台閘門
月台閘門是指安装在地鐵站、火车站或巴士站月台边缘，将行车的轨道区与站台候车区隔开，设有与列车门相对应、可多极控制开启与关闭滑动门的连续屏障，一般高度低于2米。而高于2米的称为月台幕門。
它的裝配目的與月台幕門一樣是為了防止候車中的乘客無意墮下路軌受傷。月台閘門不像封闭式月台幕門會將行车的轨道区密封起來，因此不具有防止月台空調流失的作用。
除了月台幕門和月台閘門以外，部分日本和韓國的鐵路車站有安裝繩索式月台門。此類月台門以繩索橫跨月台，以開門上升關門下降的方式運作。繩索式月台門安裝費用較便宜、节省站台空间、保持站內通風，同时不受列车编组限制，但繩索間空隙較大，防止墜軌效果較差。另外由於繩索較細，有部分乘客可能會因並沒注意而撞上月台門，並有視障團體因此抗議。
與月台幕門一樣，月台閘門也是無障礙設施之一。

## 名称
低站台门的名称在不同地区及同一地区的不同时期各不相同，具体如下：
- 台湾：門、門
- 中国大陆GB/T 33668-2017《地铁安全疏散规范》标准：半高站台门；
- 中国大陆GB 50157-2013《地铁设计规范》标准：低站台门；
- 中国大陆旧标准：半高安全门；
- 香港：（自動）閘門；
- 澳門：門。

## 歷史
相比月台幕門，月台閘門較晚出現。例如全球首個安裝月台幕門的新加坡地铁，當時亦只有地下車站安裝月台幕門，地面及高架站則沒有安裝（直至2010年才後期逐步安裝月台閘門）。至於全球首個預先安裝月台閘門於1974年，東海道新幹線熱海站率先設置月台閘門「日文：可動式ホーム柵」，而全港首個預先安裝月台閘門為2005年啟用的香港地鐵（今港鐵）的欣澳站及迪士尼站。在建造兩站時，因考慮其為開放式設計，不適合安裝月台幕門，故特別訂造高度為月台幕門一半的月台閘門（1.5米），成為全球首個預先安裝月台閘門的地鐵系統，同時亦是首個使用歐標月台閘門系統之
一。
由於月台閘門較矮，因此曾發生一些攀爬月台門跳軌的事故。

## 使用狀況

### 臺灣

#### 臺北捷運

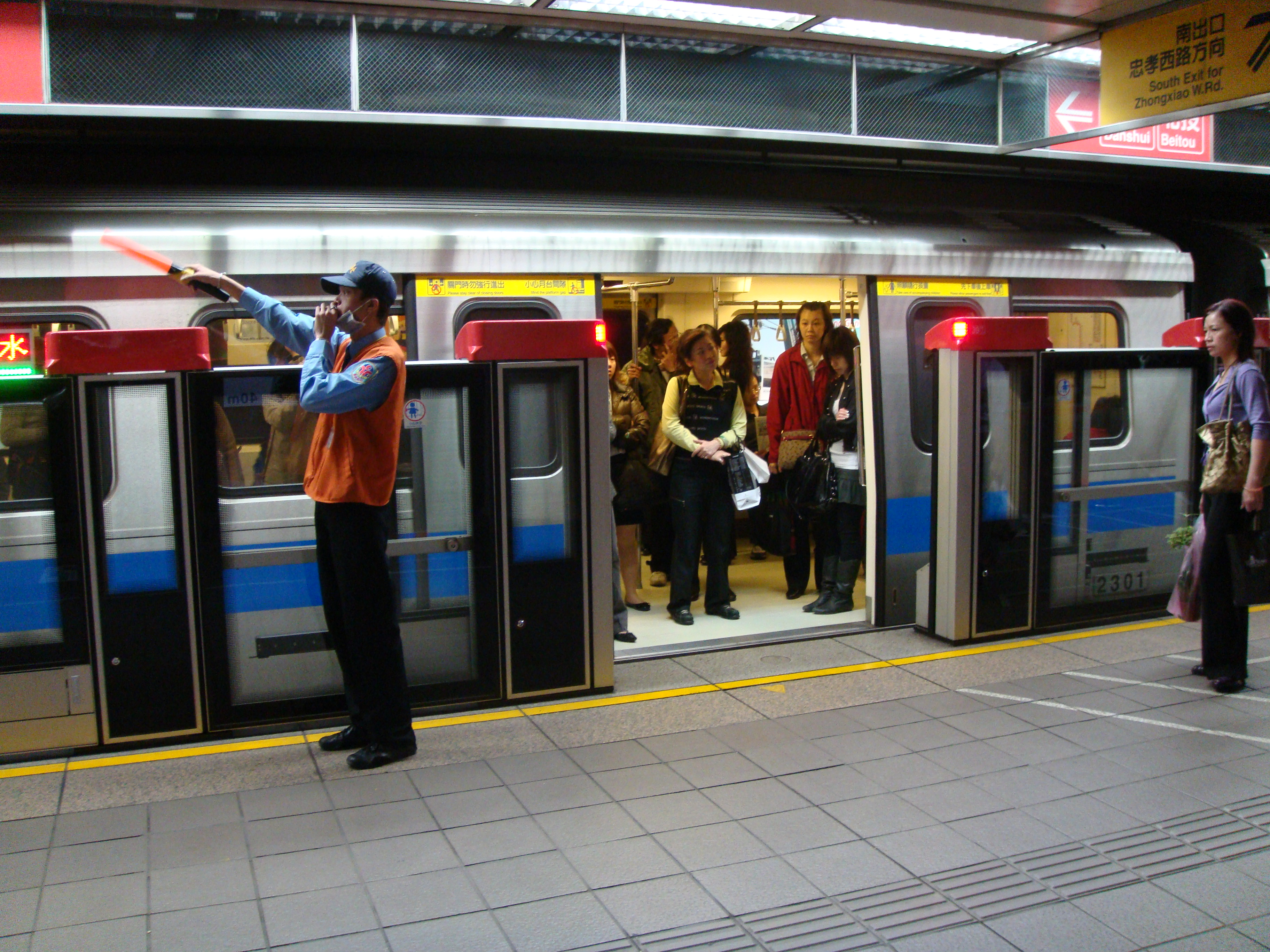
臺北捷運台北車站的半高式月台門（瑞士凯拔格里根生產）

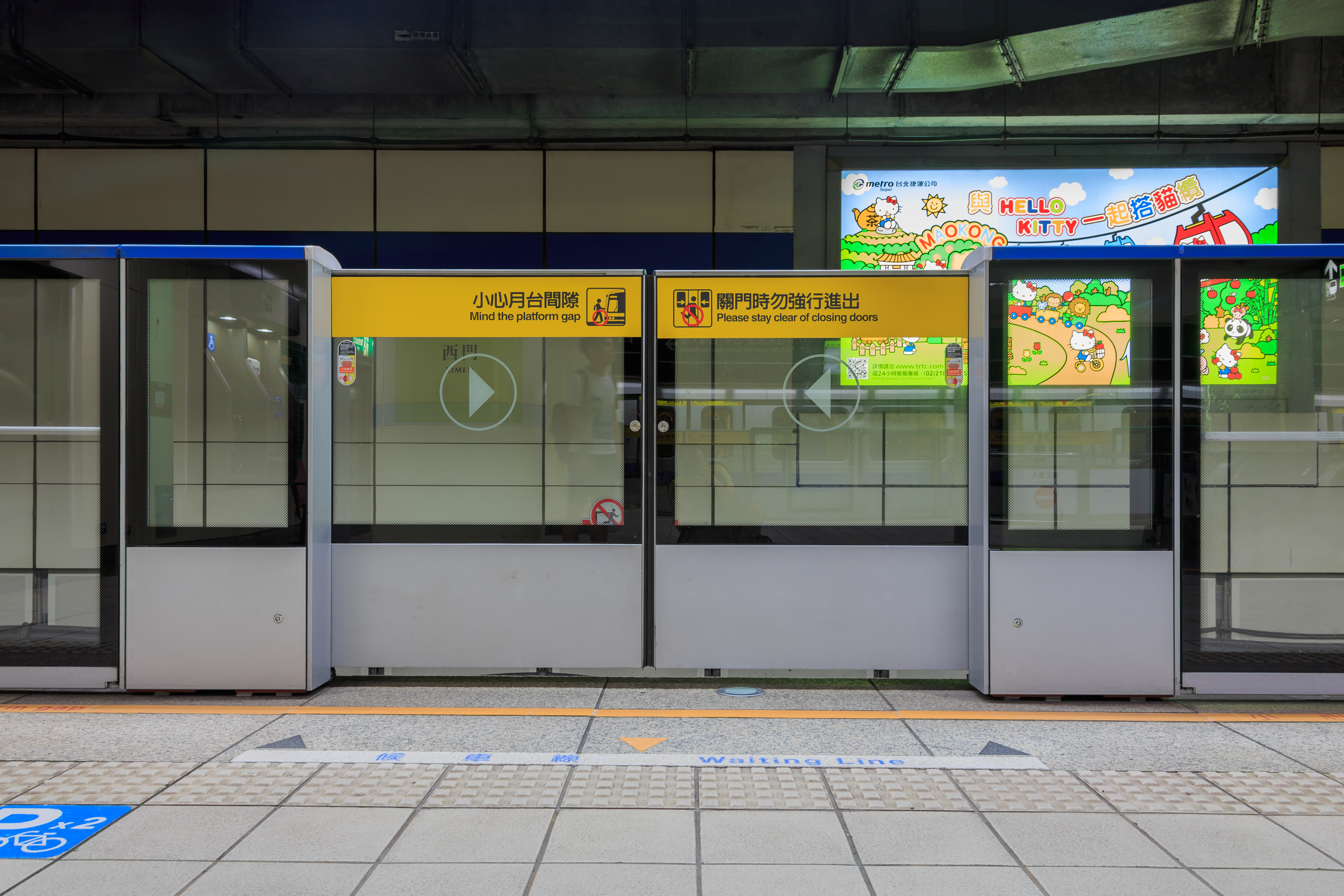
臺北捷運西門站的月台門

第一批次採用瑞士凯拔格里根生產的半高式月台門，高度1.45米。
第二批次至第三批次採用中國大陸方大自动化生產的半高式月台門。
第四批次採用台灣廣運工程股份有限公司生產的半高式月台門，為台北捷運第一個使用台灣本土製造的月台門。本期工程為站體形式最多，共分為地下段、平面段及高架段，建置數量上也最多達37站72側月台，涵蓋範圍及路線最廣，且安裝時須協調所需相關電力、土建、監控與號誌、旅客服務中心及行控中心等。高運量車站設置半高式月台門的車站順序如下，每批次的外觀稍有不同。
（交會車站以路線編號表示施作月台路線別：淡水信義線、松山新店線、中和新蘆線、板南線）
- 第一批次：台北車站、忠孝復興站（2006年）
- 第二批次：圓山站、國父紀念館站、市政府站（2010年）
- 第三批次：
  - 忠孝新生站、民權西路站、西門站、古亭站、中正紀念堂站（2013年）
  - 忠孝敦化站、龍山寺站、頂溪站、新埔站、公館站、板橋站、劍潭站、中山站、南港站、淡水站（2014年）
- 第四批次：
  - 雙連站、台大醫院站、石牌站、府中站、亞東醫院站、士林站（2015年）
  - 大坪林站、景安站、永安市場站、江子翠站、芝山站、善導寺站、新店區公所站、南勢角站（2016年）
  - 海山站、永春站、後山埤站、七張站、北投站、台電大樓站、昆陽站（2017年）
  - 景美站、新店站、關渡站、永寧站、竹圍站、明德站、萬隆站、小南門站、奇岩站、紅樹林站、忠義站、唭哩岸站、復興崗站、新北投站、小碧潭站、土城站（2018年）

上述車站大部分是地下站，不過因通風設計設定為月台與軌道間無阻礙，故在不改動通風設備的情況下無法安裝全高式月台門。

#### 新北捷運
- 三鶯線，由於全線皆為高架車站，考量通風及安全因素，均設有半高式月台門。

#### 桃園機場捷運
桃園國際機場捷運全線於2017年通車時皆已設置月台門，當中高架車站因為通風因素裝設半高式月台門。裝設區段為三重站-泰山貴和站、長庚醫院站-坑口站、大園站-興南站。

#### 臺中捷運
烏日文心北屯線（綠線）於2021年通車，由於全線皆為高架或地面車站，考量通風及安全因素，均設有半高式月台門。

#### 臺中市快捷巴士（BRT）
於2014年通車的臺中市快捷巴士（臺中BRT）藍線各站月台均有設置半高式月台門，當快捷巴士停妥車站區，在司機操作啟閉車門後，月台門能連動啟閉。然而實際上通車後僅幾個站區有測試過，並無正式啟用。2015年隨臺中BRT改為優化公車專用道後，月台門保持常時開啟閒置至今。

#### 高雄捷運
高雄捷運在地面及高架車站原先並無設置月台門，僅在非停車位置設置圍欄。自2019年4月22日起亦考量通風及安全因素，開始增設半高式月台門的工程。2020年橘線大寮站兩側月台均已裝設並啟用運作，為高雄捷運首座裝設半高式月台門車站。紅線岡山車站是第一座土建時一併施作半高式月台門的車站，也是紅線目前唯一一座裝設月台門的非地下車站，世運站-岡山高醫站尚未裝設，仍因經費問題遲遲卡關。
大寮站採用高雄捷運公司自行研發生產的半高式月台門，岡山車站採用新加坡科技電子公司ST Electronics生產的半高式月台門。

#### 台灣高鐵
由於臺北車站地下月台空間狹窄，基於旅客上下車安全，2016年7月14日該站設置月台閘門。
但近年雙鐵常發生旅客落軌事件加上搭乘旅客日益增多，因此2024年高鐵公司決議將於全線其它11個車站皆設置月台閘門，預計2028年完成設置。

### 中国大陆
在中國大陸，月台閘門普遍安裝於於地鐵和城際鐵路的地上段車站，但也有例外。
除了國鐵、地鐵以外，不少中國大陸的有軌電車、巴士快速交通系統、渡輪乃至上海市奉賢區奉浦街道環城東路與八字橋路的馬路路口都有設置月台閘門。

#### 北京地铁
通車時已經裝設的車站如下：

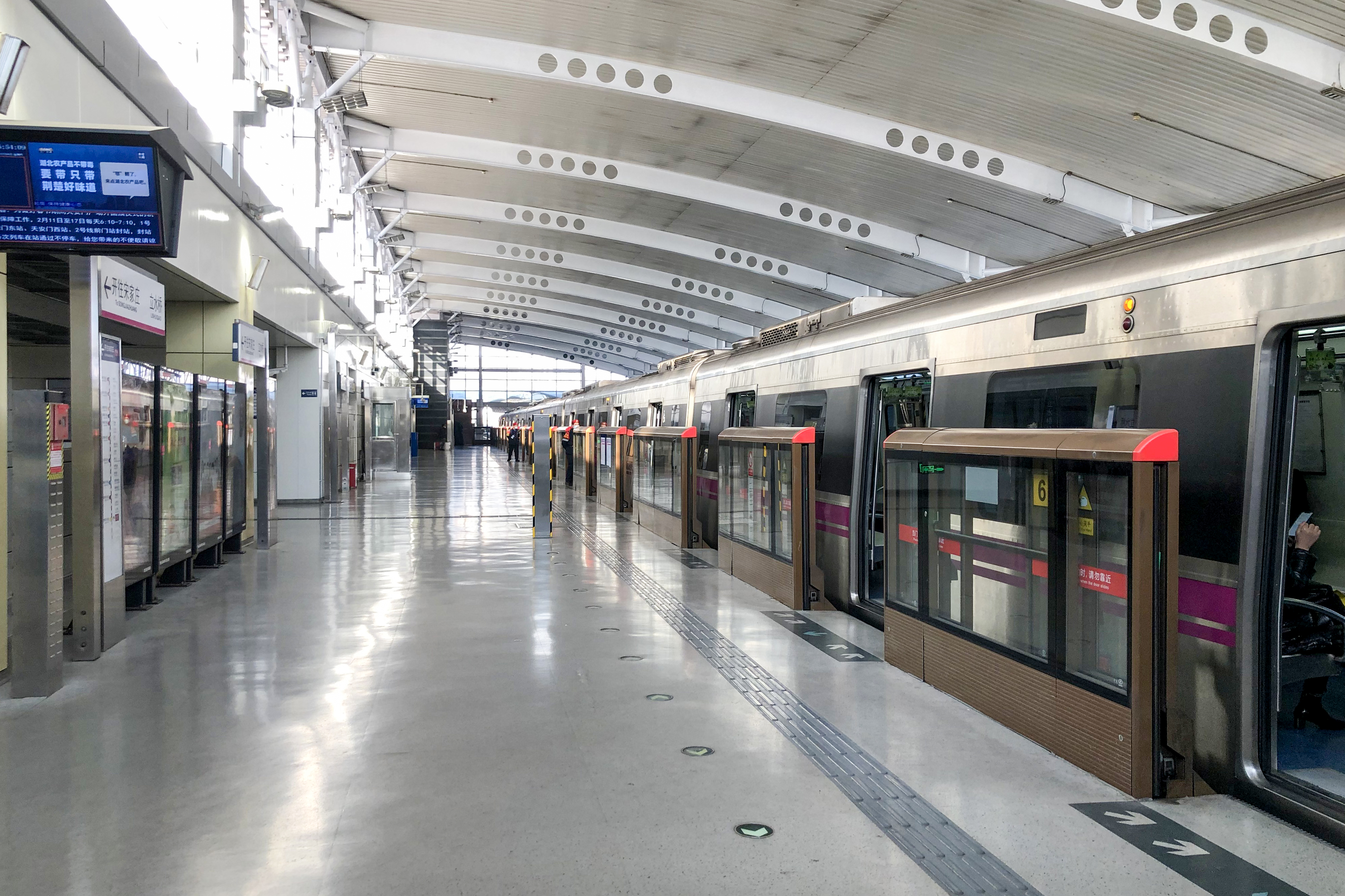
北京地铁5号线的立水桥站

- 北京地铁4号线/北京地铁大兴线安河桥北站及西红门站
- 北京地铁5号线大屯路东站至天通苑北站
- 北京地铁6号线通运门站中间站台
- 北京地铁8号线朱辛庄站、德茂站、瀛海站
- 北京地铁昌平线西二旗站至沙河高教园站
- 北京地铁亦庄线旧宫站至经海路站
- 北京地铁房山线稻田站至阎村东站
- 北京地铁西郊线全线
- 北京亦庄新城现代有轨电车T1线全线
- 北京地铁燕房线全线
- 北京地铁首都机场线3号航站楼站
- 北京地铁S1线全线

在既有線上加設月台閘門的車站如下：
- 北京地铁1号线/北京地铁八通线福寿岭站至土桥站
- 北京地铁2号线全线
- 北京地铁13号线全线

#### 北京快速公交

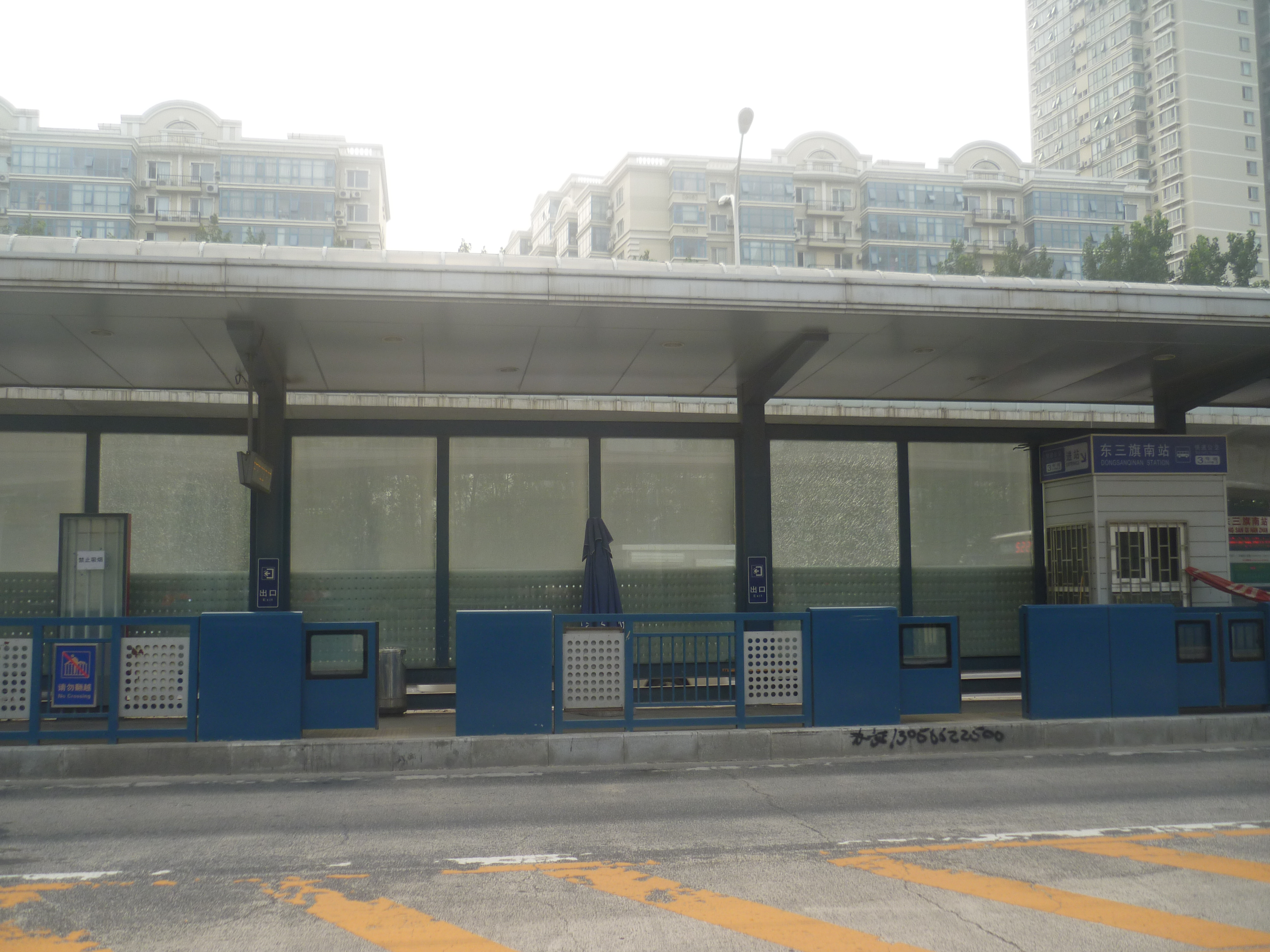
北京快速公交的低站台门，可看见已残缺。

- 全线除部分下车站外安装了低站台门，但因缺乏修缮多已残缺，无法使用。

#### 天津地铁
通車時已經裝設月台閘門車站如下：
- 天津地铁1号线刘园站至洪湖里站、小白楼站至财经大学站
- 天津地铁2号线空港经济区站
- 天津地铁3号线南站站至大学城站、华北集团站至小淀站
- 天津地铁5号线李七庄南站
- 天津地铁6号线南孙庄站
- 天津地铁津靜线精武站至团泊健康城站、团泊医学院站

通車後才加裝月台閘門的車站如下：
- 天津地铁1号线西站站至营口道站
- 天津地铁9号线天津站站至东兴路站之外所有车站

#### 上海地铁

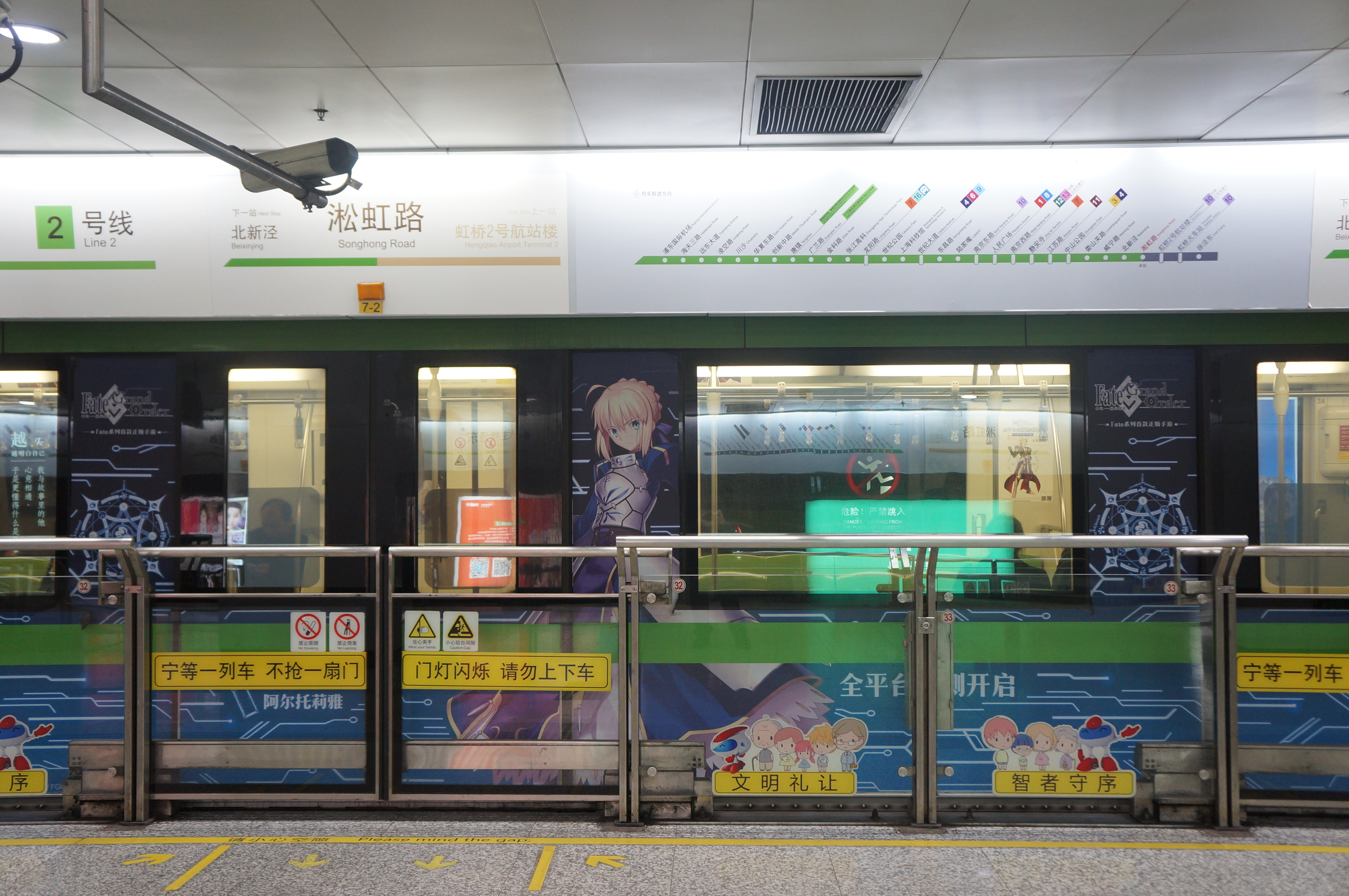
上海地鐵2號線地下车站淞虹路站的“电动栏杆”，高仅1.2m，现已被更换为1.5m高的安全门

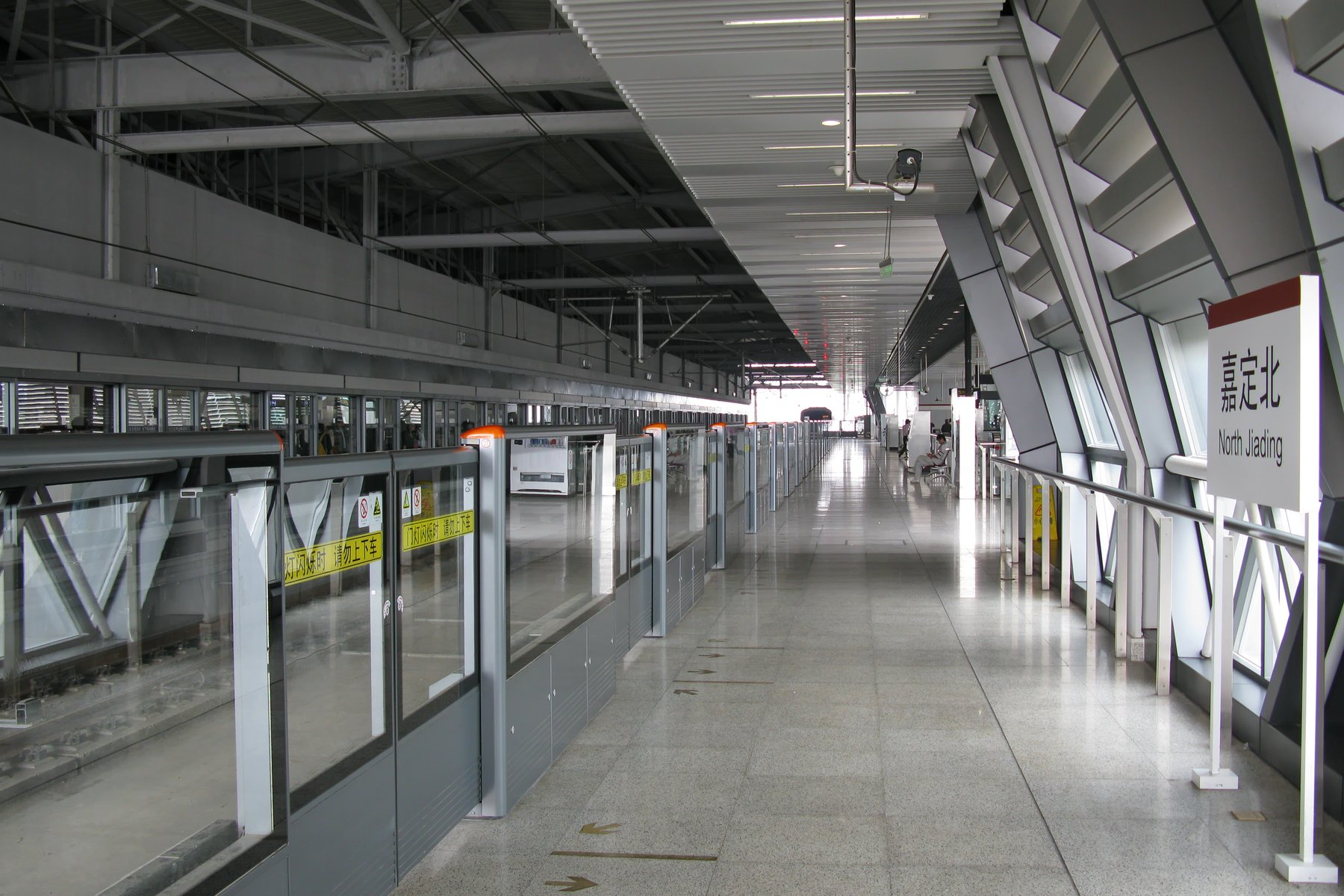
上海地鐵11號線高架车站嘉定北站的半高屏蔽门

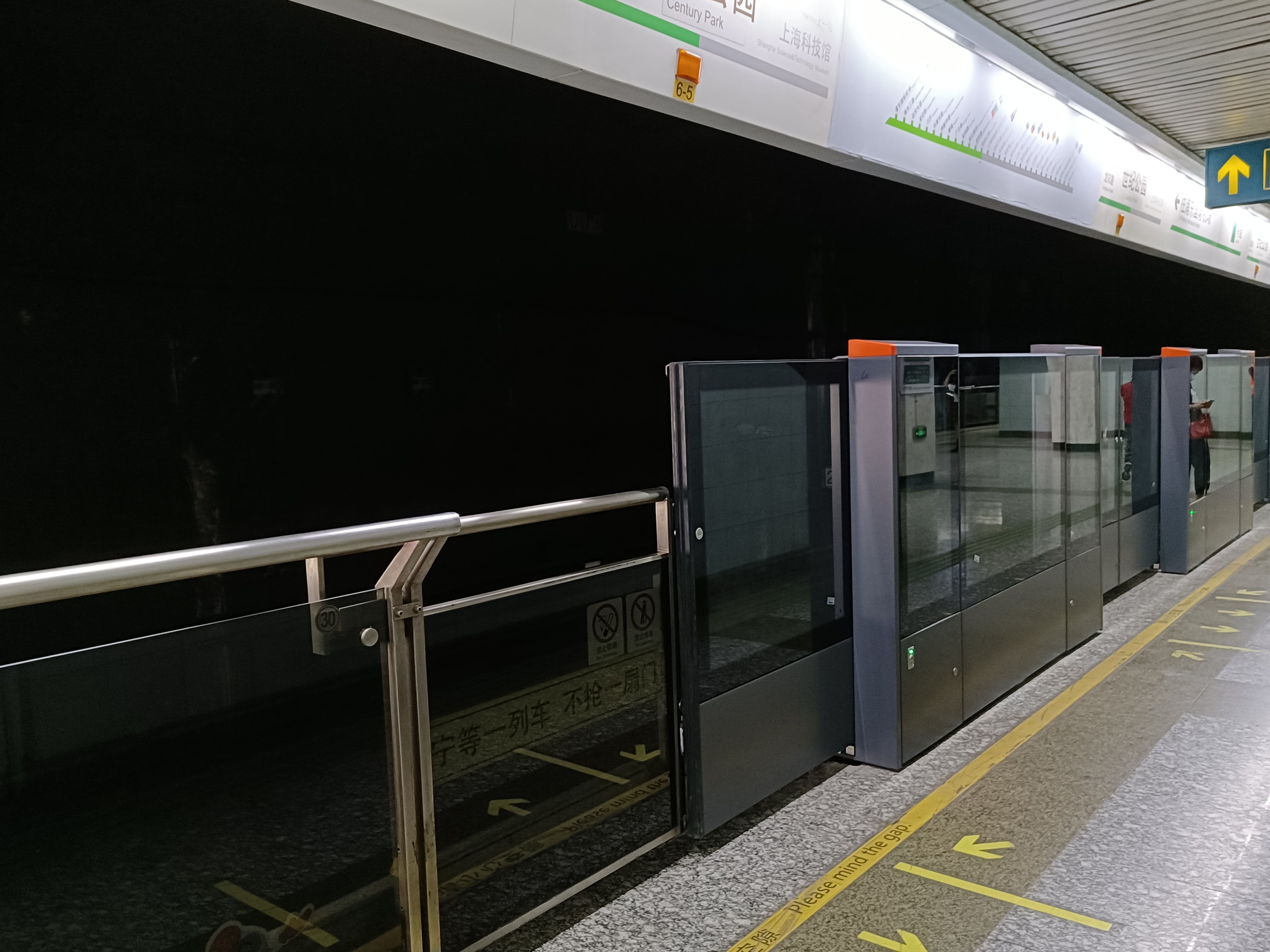
2号线正在更换过程中的站台门，左侧半扇门为电动栏杆，右侧半扇门为半高屏蔽门

上海地铁将低站台门分为“电动栏杆”（又称“简易安全门”）和“半高站台门”两种。两者的区别是，电动栏杆不接入行车信号系统，只在站台尽头设置一个控制盒，完全由司机手动操作，因此电动栏杆的造价更低；缺点是开关门需要的操作时间更长，对运营效率有一定影响。上海地铁于2009年在2号线人民广场站、9号线、1号线富锦路站、友谊西路站等高架段率先加装半高屏蔽门；电动栏杆首台样机于2011年10月安装于暂时关闭的世博专线马当路站进行测试，2012年首次在运营车站（2号线威宁路站）投入使用。
通车时即安装电动栏杆或半高站台门的车站包含：
- 7号线北延伸高架车站；
- 8号线南延伸高架车站；
- 9号线高架车站。
- 11号线高架车站（除嘉定北站往迪士尼方向站台安装全高屏蔽门外）；
- 16号线高架车站。

通车后加装电动栏杆或半高站台门的车站包含：
- 1号线北延伸高架车站，锦江乐园站至莘庄站；
- 2号线自淞虹路站至龙阳路站、远东大道站至浦东1号2号航站楼站；
- 3号线全部车站；
- 4号线高架车站；
- 5号线全线高架及地面车站；
- 6号线北段高架车站。

2号线、3号线、4号线的电动栏杆为配合信号改造已被拆除并更换为正式半高屏蔽门。

#### 广州地铁
- 1号线：西塱站、坑口站、花地湾站

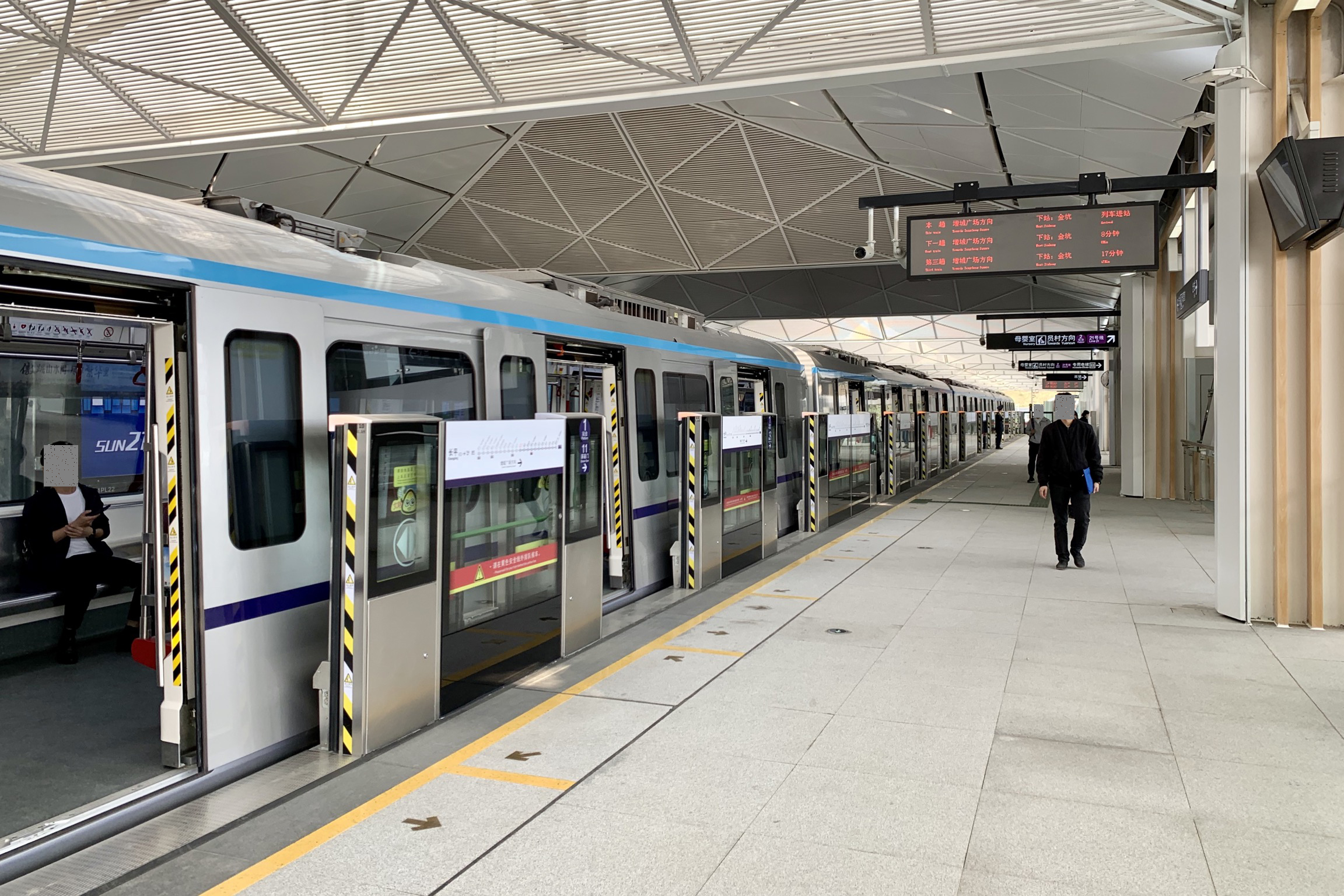
广州地铁21号线的长平站

- 4号线：石碁站、海傍站、低涌站、东涌站、庆盛站、黄閣汽车城站、黄閣站、蕉門站、金洲站
- 5号线：坦尾站、滘口站
- 6号线：浔峰岗站、横沙站、沙贝站
- 14号线：竹料站、鐘落潭站、馬瀝站、新和站、太平站、神崗站、赤草站
- 21号线：长平站、金坑站、朱村站、山田站

#### 佛山地铁

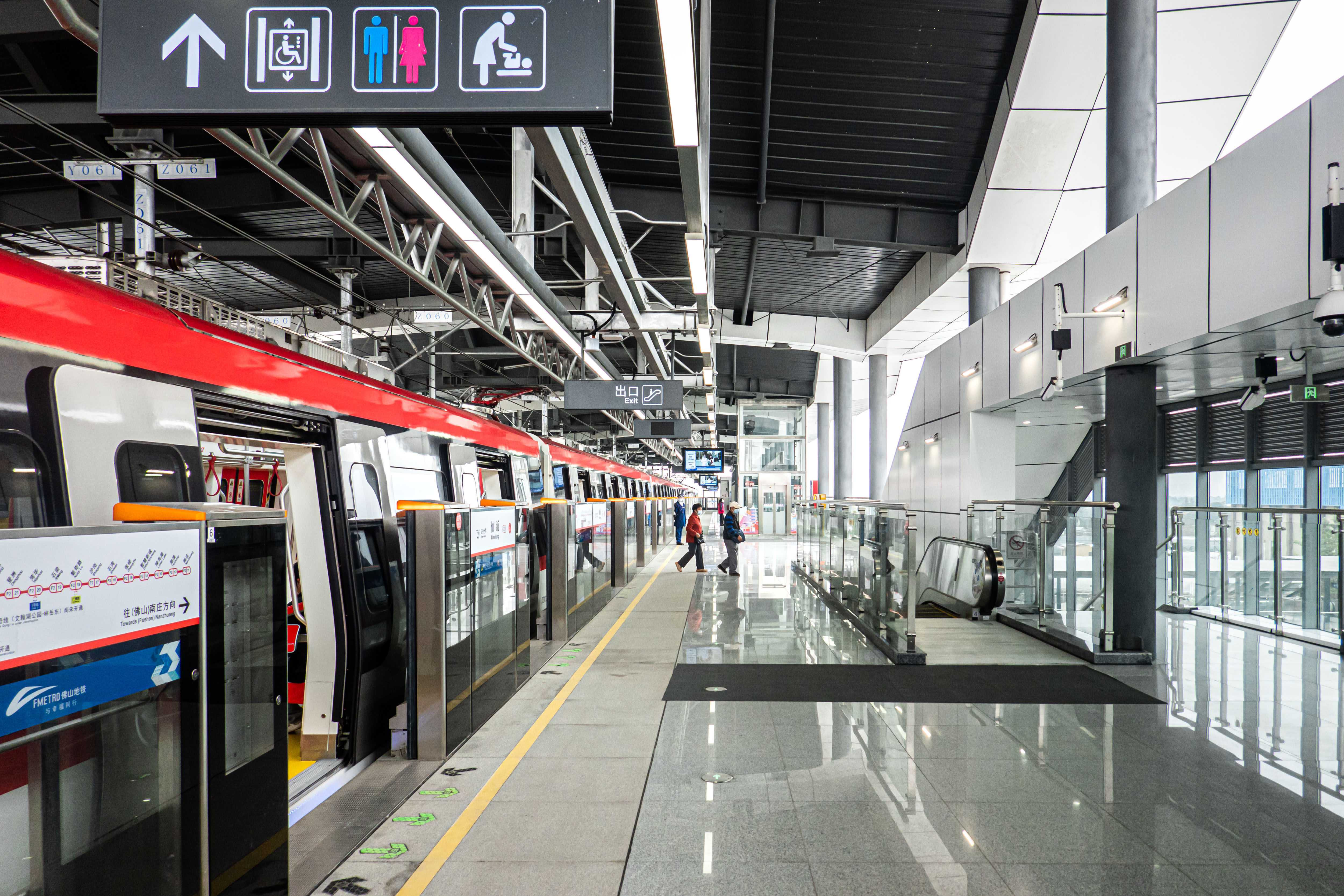
佛山地铁2号线的仙涌站

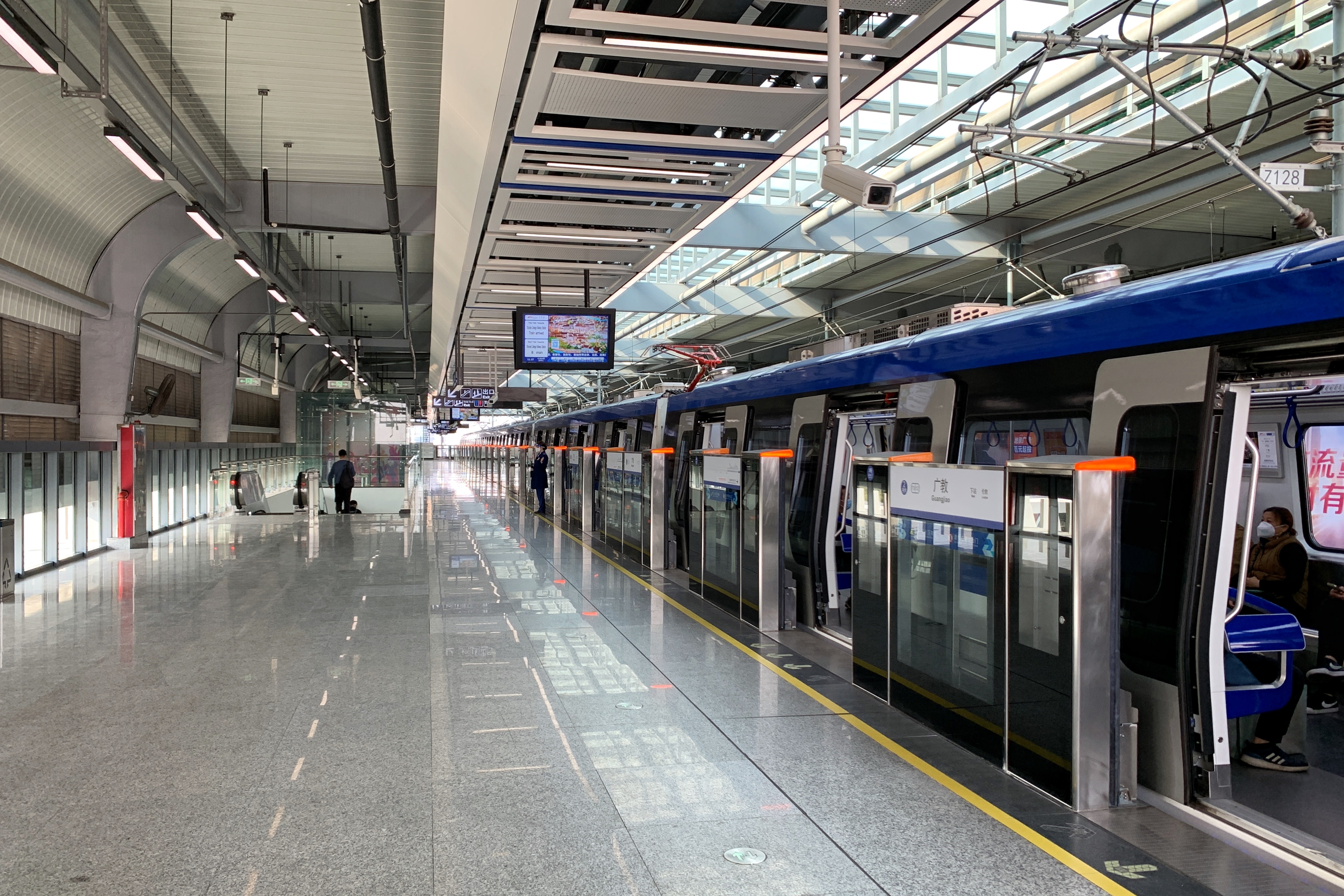
佛山地铁3号线的广教站

- 2号线：仙涌站、石洲站、林岳西站
- 3号线：广教站、伦教站、佛山大学站
- 南海有轨电车1号线：林岳西站

#### 广州快速公交运输系统

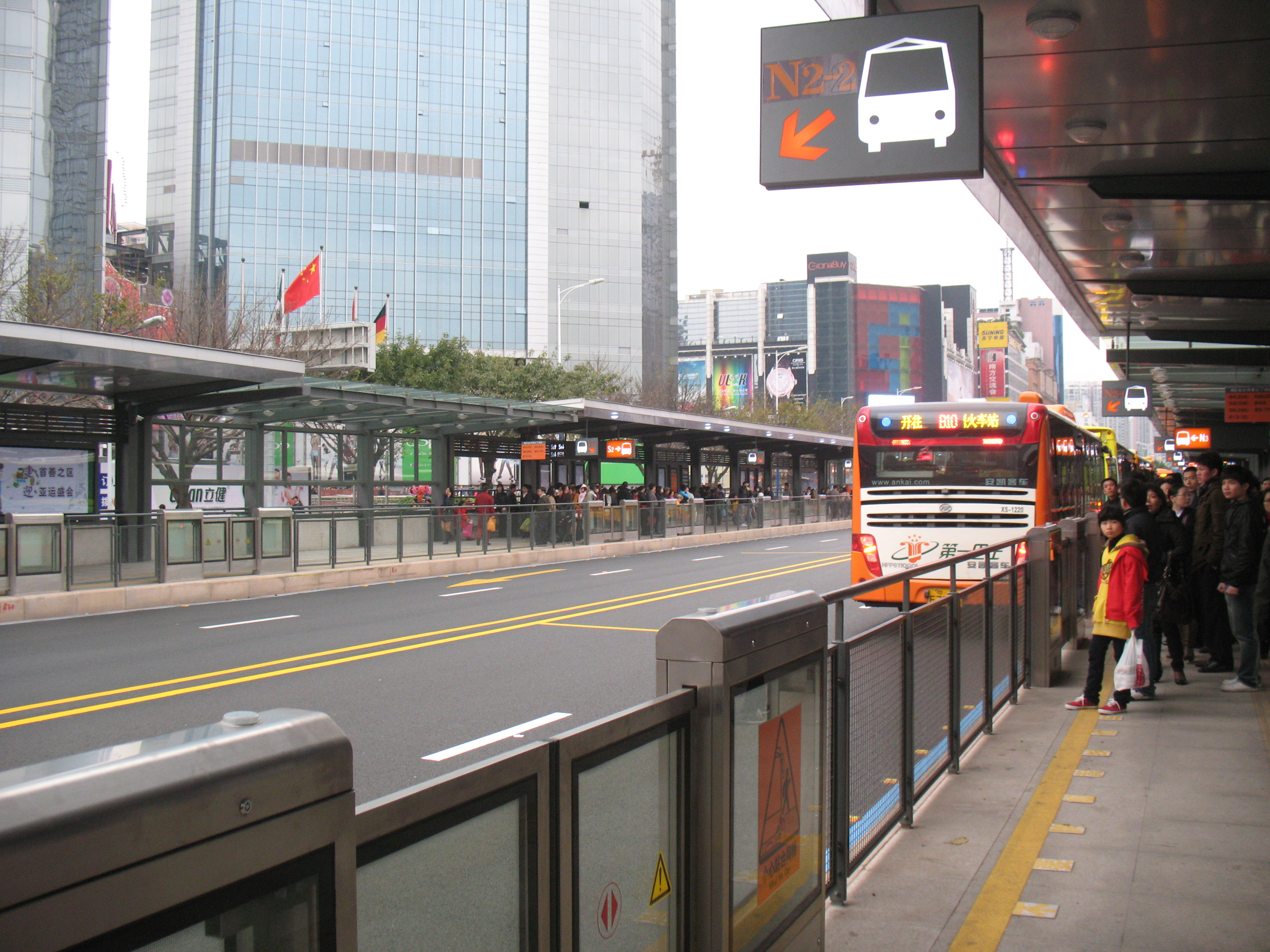
广州BRT的体育中心站

- 全线各站

#### 珠三角城际轨道交通

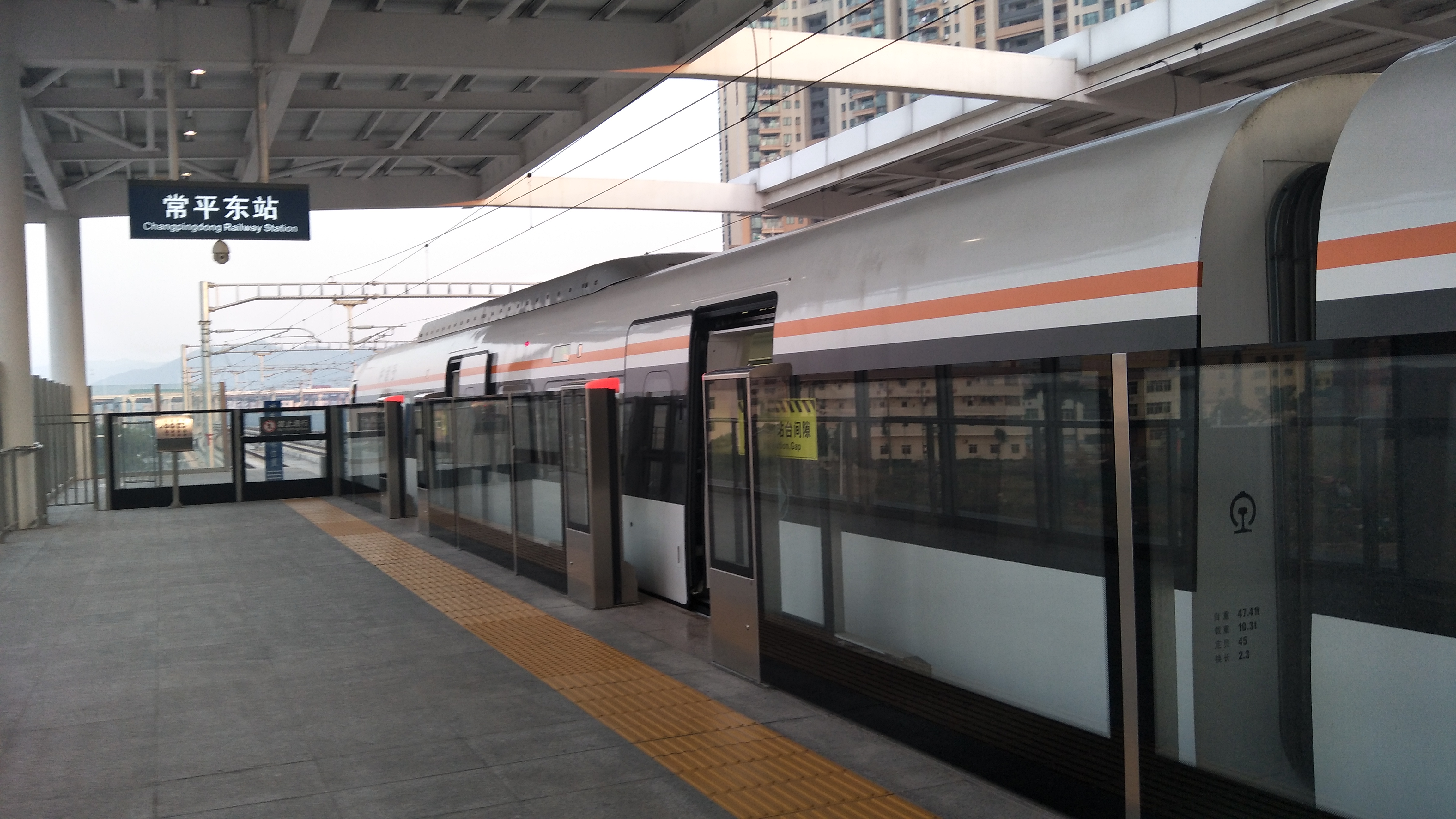
广惠城际铁路的常平东站月台

- 广惠城际铁路（东莞、惠州）：惠环站、陈江南站、沥林北站、银瓶站、樟木头东站、常平东站、道滘站、东莞西站
- 广肇城际铁路（佛山、肇庆）：狮山站、狮山北站、三水北站、云东海站、大旺站、四会站、鼎湖东站、鼎湖山站、端州站
- 广珠城际铁路（佛山、中山、珠海）：碧江站、北滘站、顺德学院站、容桂站、南头站、中山北站、中山站、南朗站、唐家湾站、明珠站、前山站
- 穗深城际铁路（广州、东莞、深圳）：新塘南站、中堂站、望牛墩站、东莞西站、洪梅站、东莞港站、长安西站、长安站、沙井西站、福海西站
- 广清城际铁路（广州、清远）：清城站、龙塘镇站、银盏站、狮岭站、乐同站、花都站

#### 重庆轨道交通
- 重庆轨道交通1号线磁器口站至璧山站
- 重庆轨道交通2号线黄花园站至佛图关站、袁家岗站至鱼洞站
- 重庆轨道交通3号线鱼洞站至四公里站、牛角沱站、唐家院子站、狮子坪站、童家院子站至举人坝站
- 重庆轨道交通4号线寸滩站、太平冲站、唐家沱站、鹿栖站、果园物流枢纽站、桐梓林站至黄岭站
- 重庆轨道交通5号线跳蹬站至中梁山站、忠恕沱站
- 重庆轨道交通6号线刘家坪站、大剧院站、大竹林站至九曲河站、龙凤溪站、红岩坪站、沙河坝站
- 重庆轨道交通9号线土湾站、化龙桥站、溉澜溪站、丛岩寺站至花石沟站
- 重庆轨道交通10号线长河站、曾家岩站
- 重庆轨道交通18号线跳蹬南站至伏牛溪站、茄子溪站至巴滨路湿地公园站、李家沱大桥站
- 重庆轨道交通环线海棠溪站至四公里站、谢家湾站、海峡路站
- 重庆市郊铁路江跳线全线
- 重庆市郊铁路璧铜线全线

#### 武汉地铁
武汉地铁1号线全高架线路在始建初期所有站均没有建设站台门，但为了应对2号线建成后的大客流，与2号线的换乘站循礼门于2012年10月开始加装低站台门。
- 武汉地铁1号线：循礼门站(其余车站目前未安装站台门。2016年1月，运营方宣布1号线将全线安装低站台门，但目前还没有具体的实施安装时间[16]。)
- 武汉地铁2号线：航空总部站、宋家岗站
- 武汉地铁4号线：柏林站、新庙村站、孟家铺站、黄金口站
- 武汉地铁5号线：红霞站、黄家湖（武科大）站、中医药大学站、白沙六路站、光霞站、张家湾站
- 武汉地铁7号线：天阳大道站、裕福路站、横店站、青仔村站
- 武汉地铁16号线：桂子湖站至通航机场站
- 武汉地铁21号线：青龙站至金台站沿途各站

#### 武汉城市圈城际铁路
- 武咸城际铁路（武汉、咸宁）：南湖东站、汤逊湖站、庙山站、普安站、纸坊东站、乌龙泉南站、土地堂东站、山坡东站、横沟桥东站、咸宁东站
- 武黄城际铁路（武汉、鄂州）：花山南站、左岭站、华容南站、鄂州东站、花湖站
- 武冈城际铁路（鄂州、黄冈）：华容东站、黄冈西站、黄冈站

#### 深圳地铁

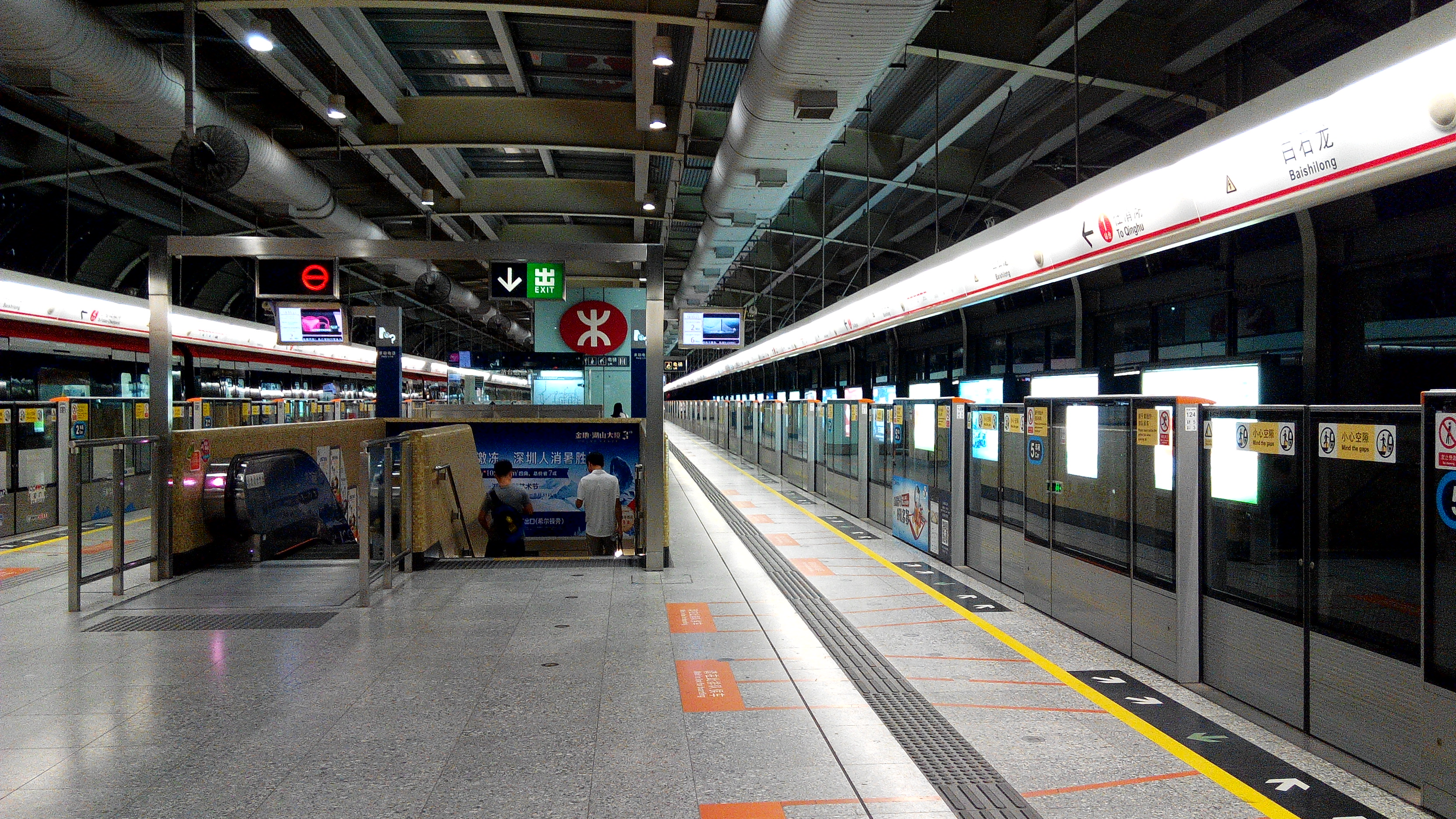
深圳地铁4号线的白石龙站

- 3号线高架车站（将更换为高站台门）
- 4号线高架和地面车站

#### 东莞轨道交通

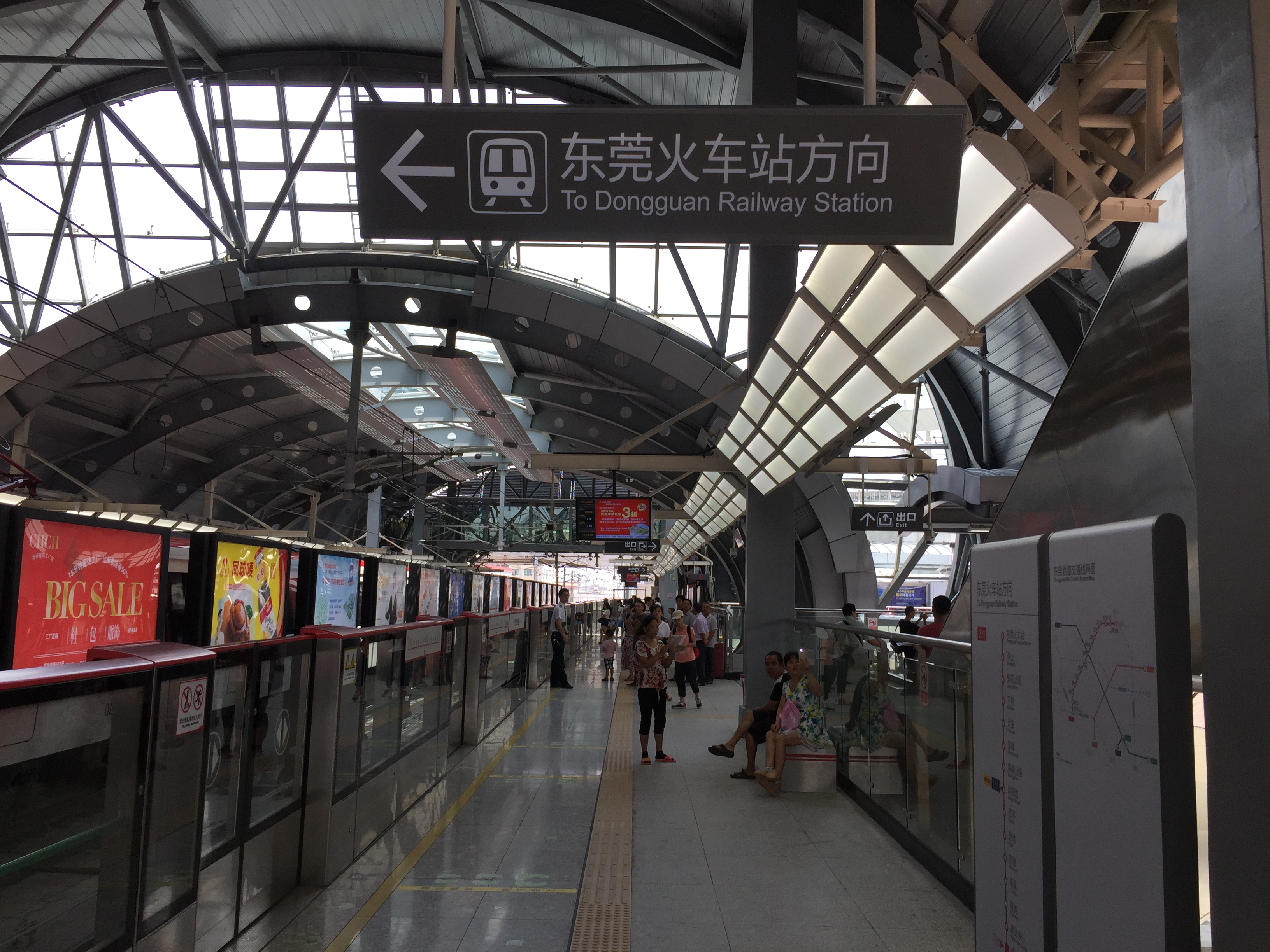
东莞轨道交通2號綫的虎门火车站

- 2號綫：虎门火车站

#### 南京地铁

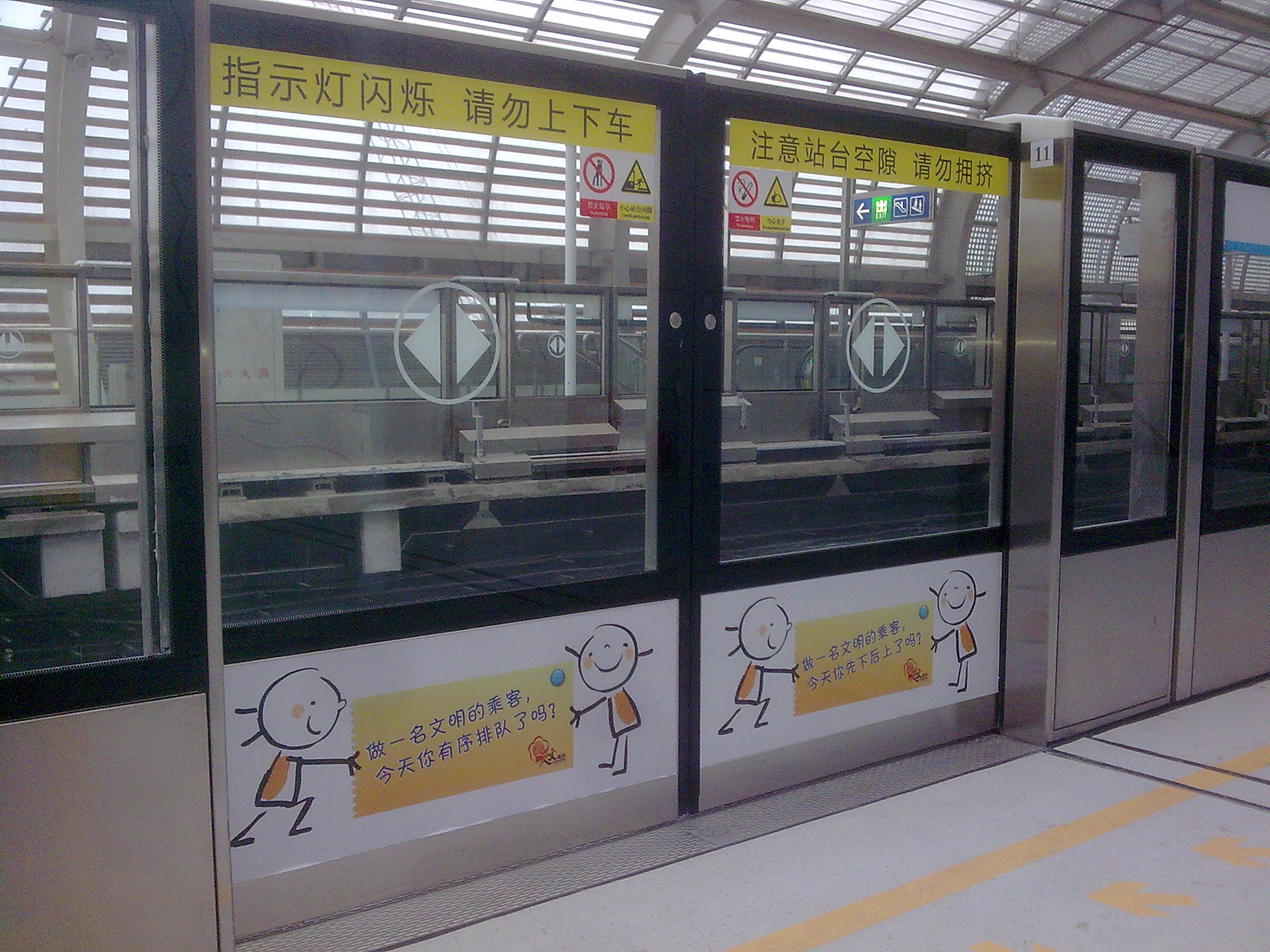
南京地铁1号线小龙湾站的低站台门

- 南京地铁1号线：迈皋桥站、红山动物园站、中华门站、安德门站、小龙湾站至中国药科大学站
- 南京地铁2号线：马群站、仙鹤门站至经天路站
- 南京地铁3号线：林场站
- 南京地铁4号线：仙林湖站
- 南京地铁10号线：小行站、奥体中心站
- 南京地铁S1号线：正方中路站至翔宇路南站
- 南京地铁S8号线：高新开发区站至六合开发区站、沈桥站至金牛湖站
- 南京地铁S9号线：翔宇路南站至高淳站

#### 常州地铁
- 常州地铁1号线：阳湖路站和南夏墅站
- 常州地铁2号线：五一路站

#### 苏州地铁

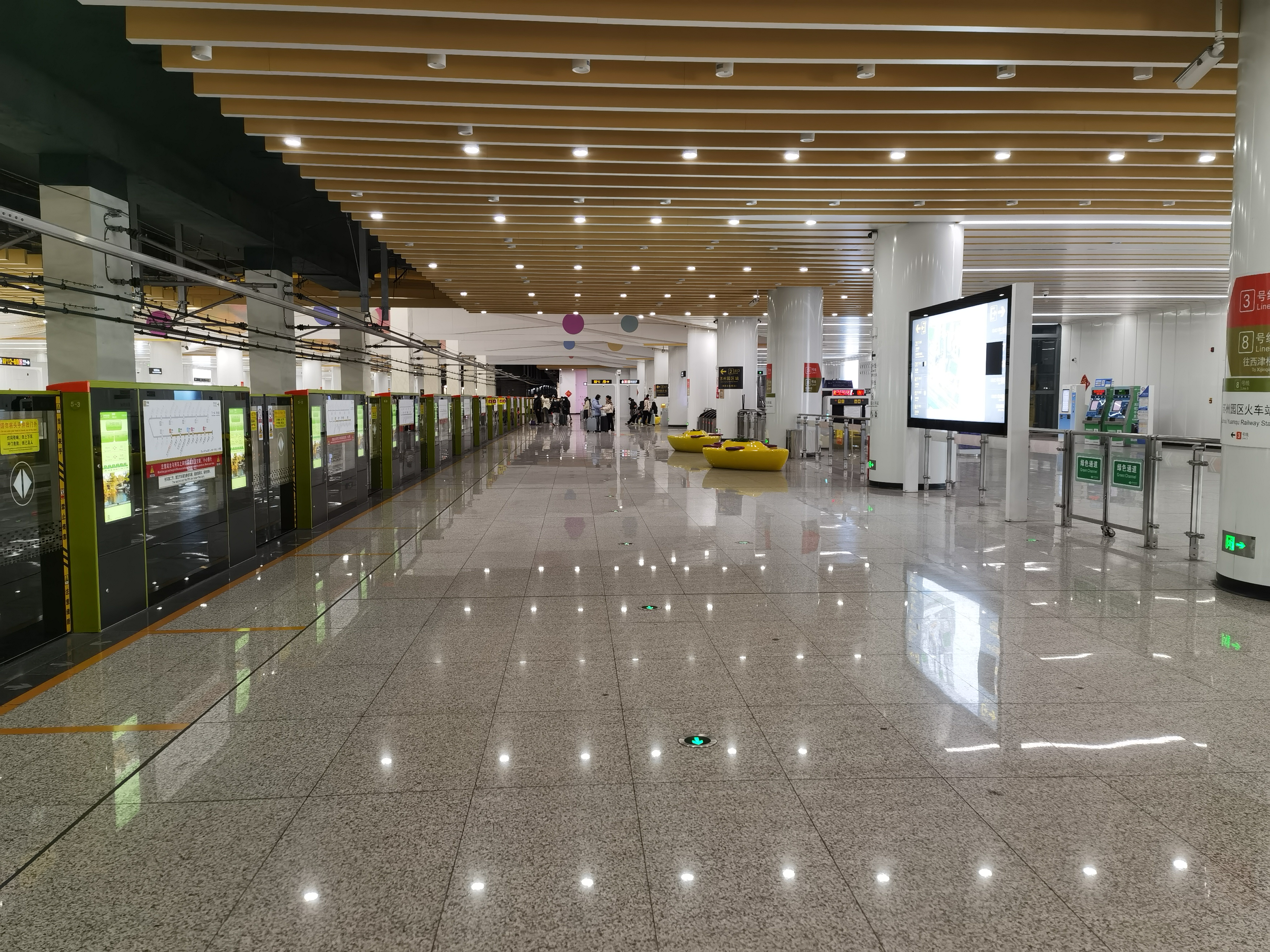
苏州地铁8号线苏州园区火车站的低站台门

- 苏州地铁2号线：阳澄湖中路站至大湾站区间
- 苏州地铁8号线：苏州园区火车站

#### 青岛地铁
- 青岛地铁3号线敦化路站。

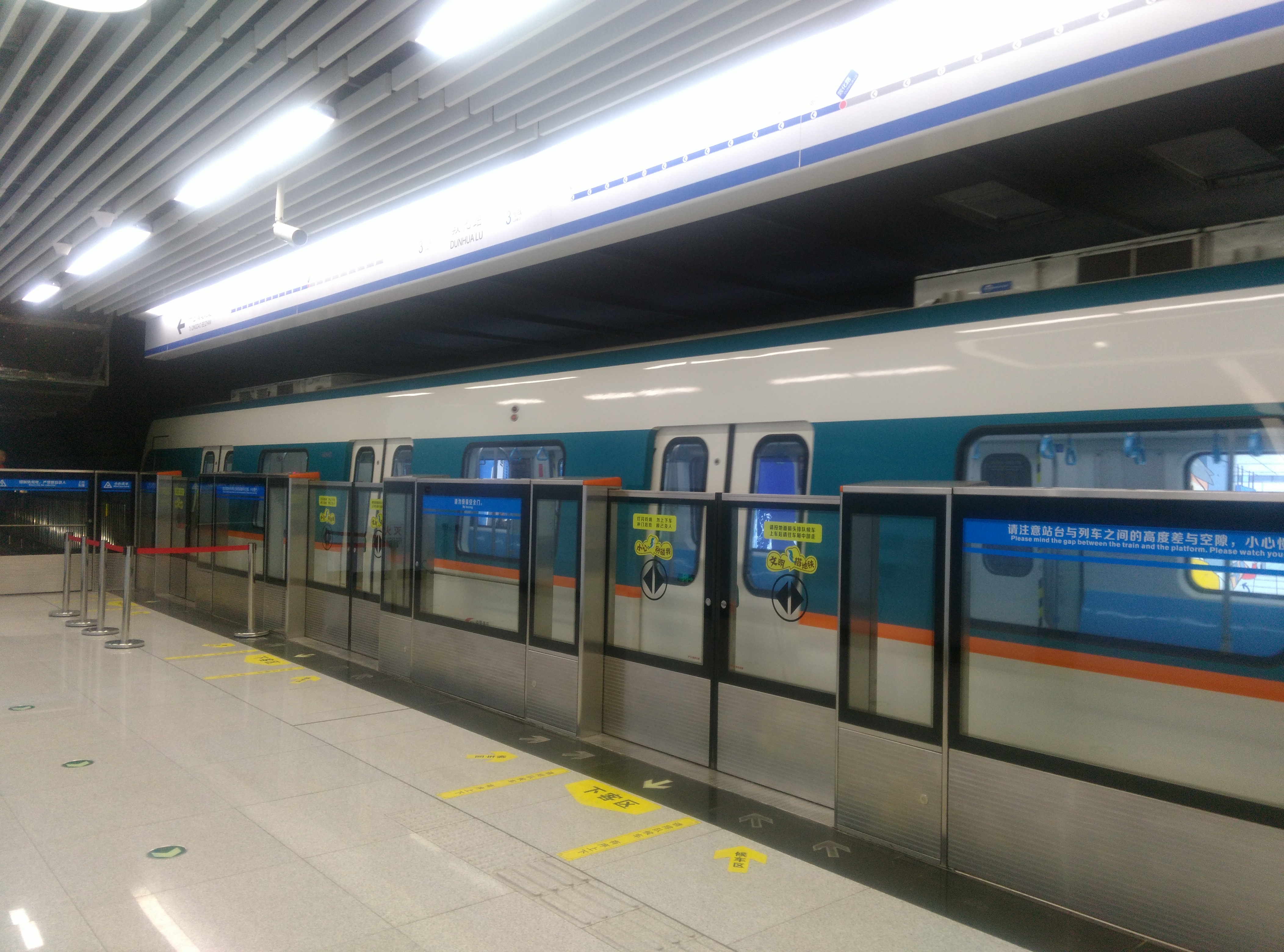
青岛地铁3号线敦化路站的低站台门

- 青岛地铁11号线全部高架站（张村站至鳌山湾站）。
- 青岛地铁13号线全部高架站（隐珠站至董家口站）。

#### 成都地铁
- 成都地铁2号线犀浦站、大面铺站至界牌站
- 成都地铁3号线植物园站至三河场站
- 成都地铁4号线明蜀王陵站至西河站
- 成都地铁5号线华桂路站至幸福桥站
- 成都地铁10号线应天寺站至花桥站
- 成都地铁18号线三岔站至福田站
- 成都地铁19号线黄石站至金星站
- 成都市域铁路S3线资细临空站至福田站

#### 成都快速公交

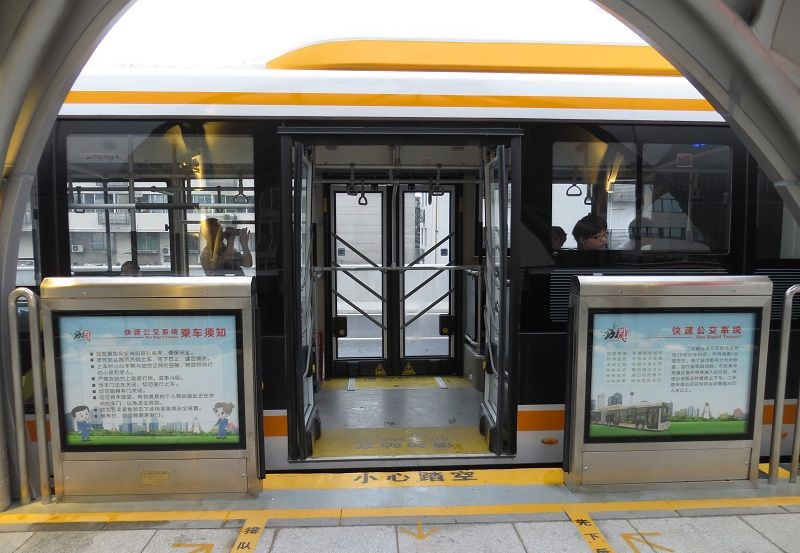
成都快速公交线路二环路快速公交的车门与低站台门

- 成都快速公交的60对快速公交专用车站（高架站和地面站）均安装了低站台门。

#### 成都市域鐵路
- 成灌铁路：安靖站和绝大部分新建地面及高架车站均安装的为低站台门。

#### 西安地铁

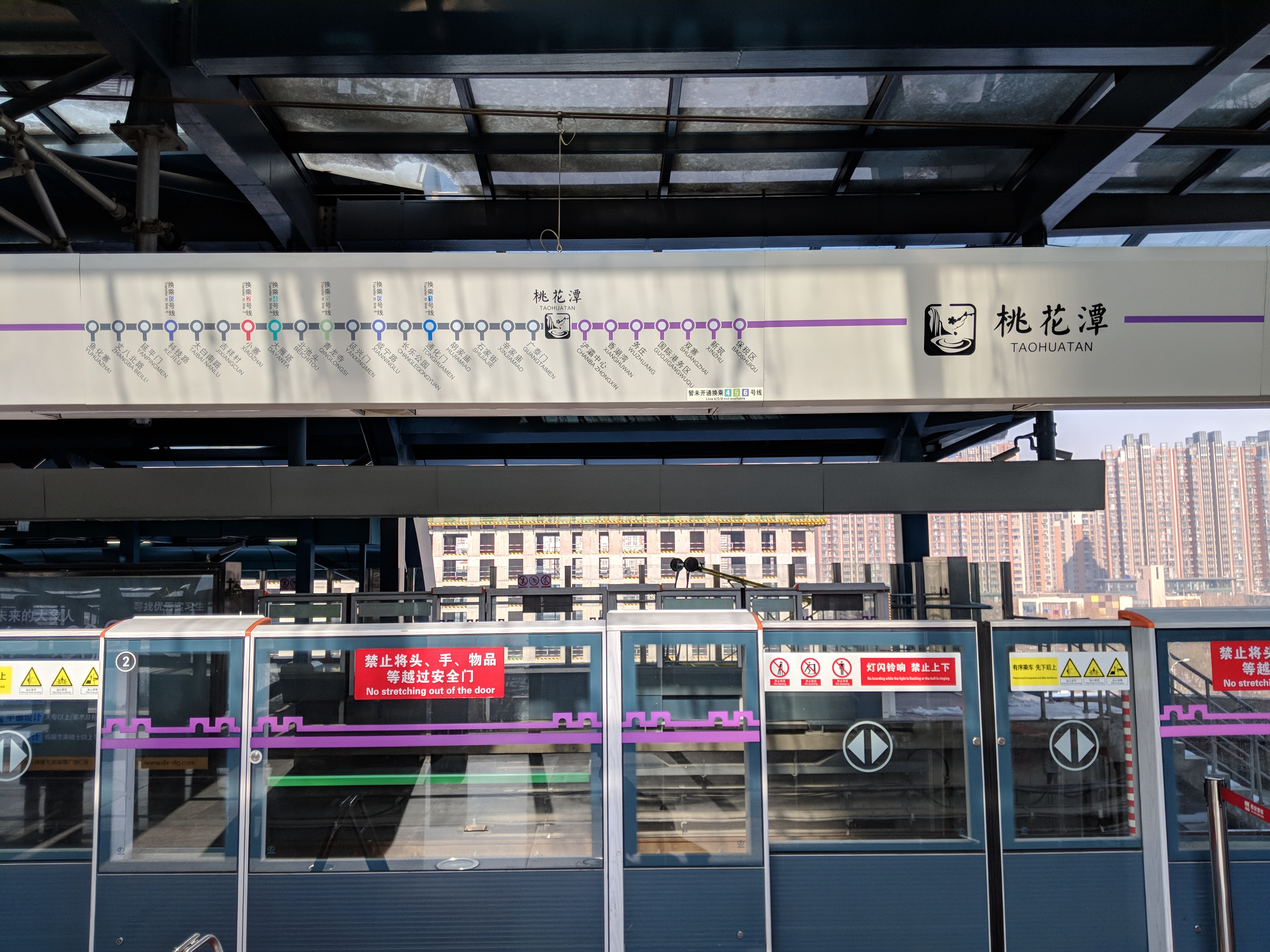
西安地铁3号线的桃花潭站

- 西安地铁3号线桃花潭站、浐灞中心站、香湖湾站、务庄站、国际港务区站、双寨站、新筑站

#### 杭州地铁
- 杭州地铁9号线乔司南站、乔司站、翁梅站

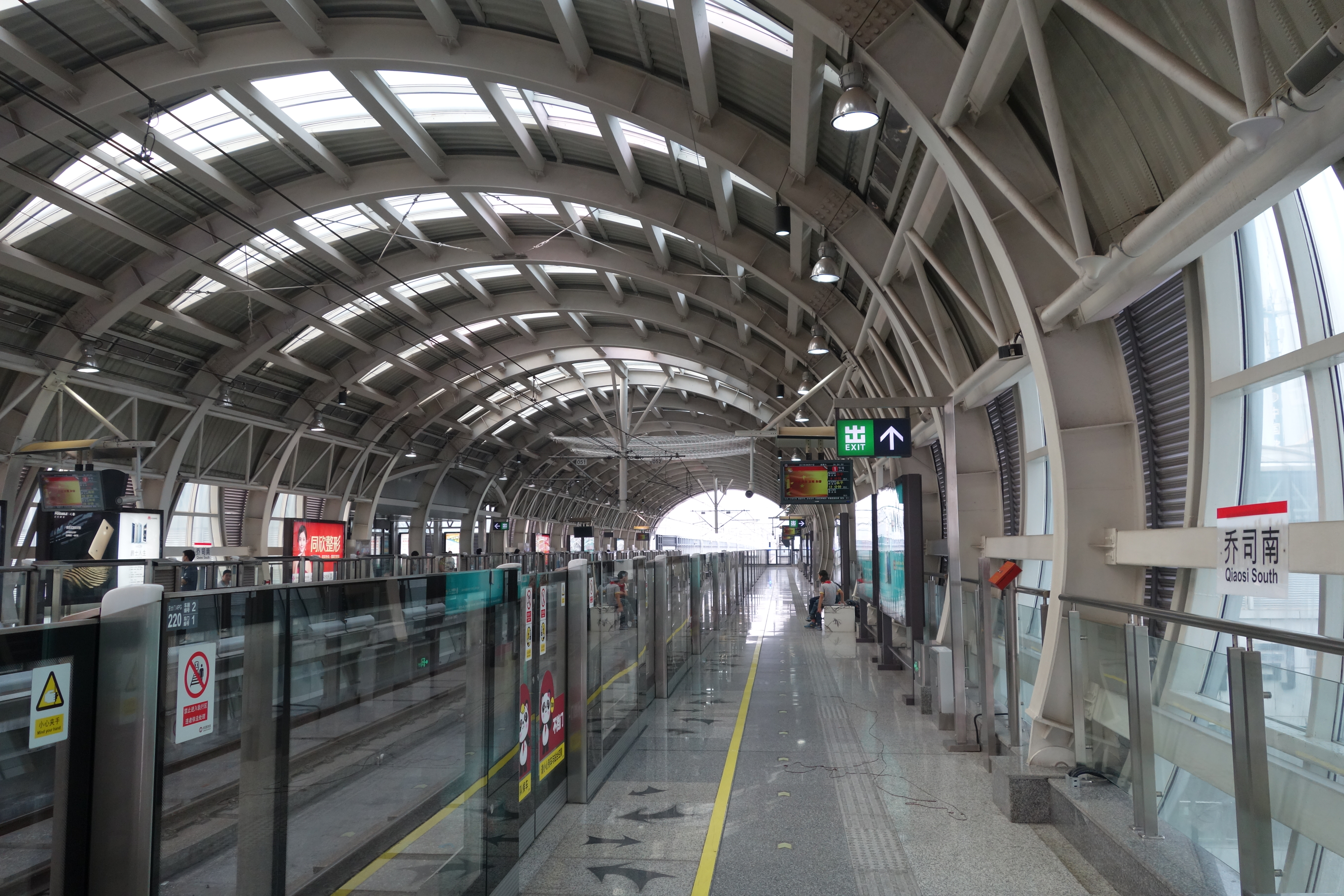
杭州地铁9号线的乔司南站

- 杭州地铁16号线八百里站、青山湖科技城站、南峰站、南湖站
- 杭州地铁19号线御道站、平澜路站、耕文路站、知行路站

#### 绍兴轨道交通
- 绍兴轨道交通1号线：前梅站、钱清站、西沙路站、临杭大道站

#### 杭州到海宁城际铁路
- 杭海城际：许村站至斜桥站区间

#### 金华轨道交通
- 金义东线：金义段及义东段全部高架站

#### 温州轨道交通
- S1线：全部地面站和高架站
- S2线：全部高架站

#### 台州轨道交通
- S1线：全部高架站

#### 济南地铁

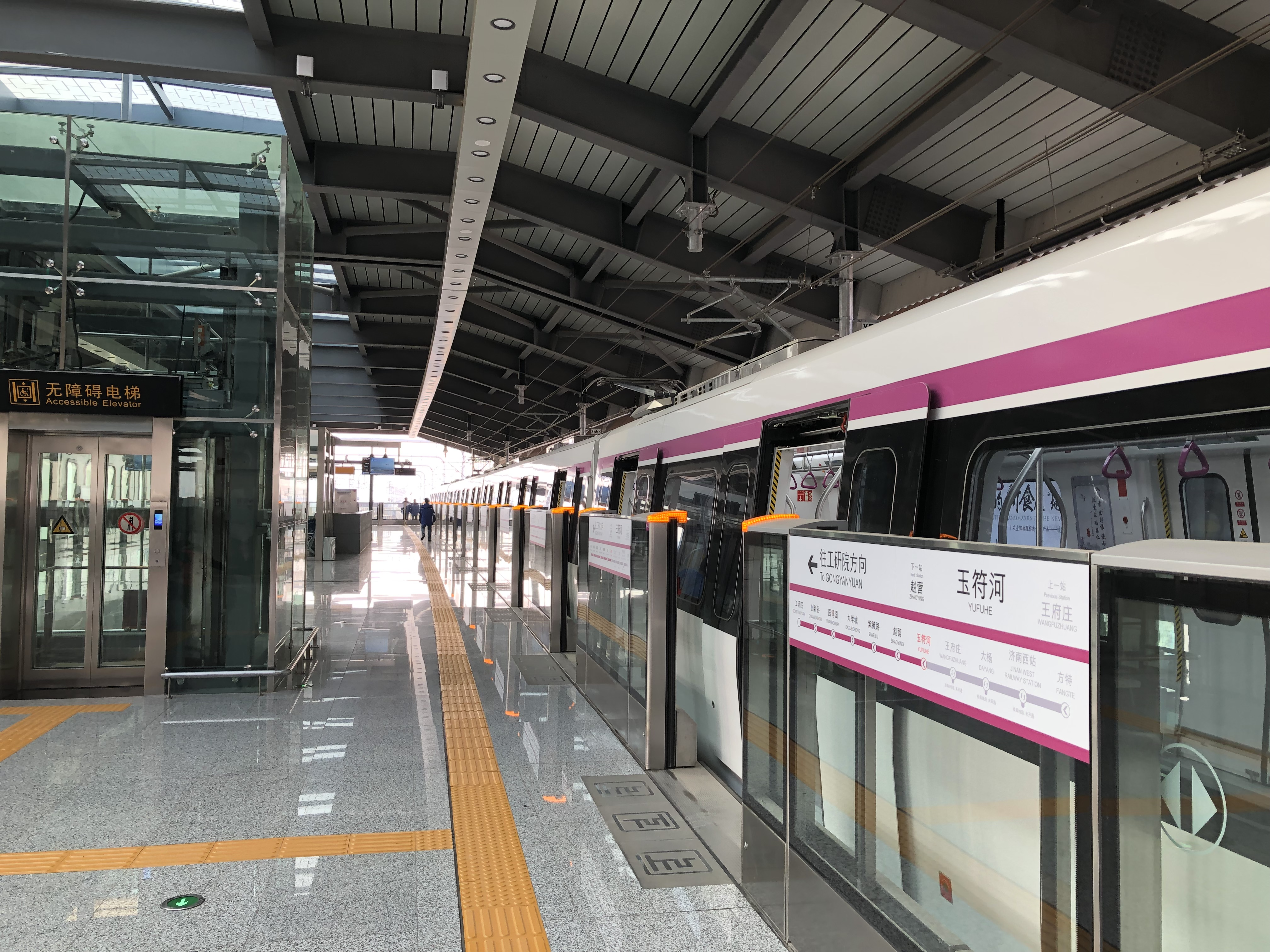
济南地铁1号线的玉符河站

- 济南地铁1号线全部高架站：玉符河站、赵营站、紫薇路站、大学城站、园博园站、创新谷站、工研院站。
- 济南地铁2号线全部高架站：彭家庄站。

#### 济南公車捷運
- 全部中央岛式月台均安装了低站台门。

#### 福州地铁

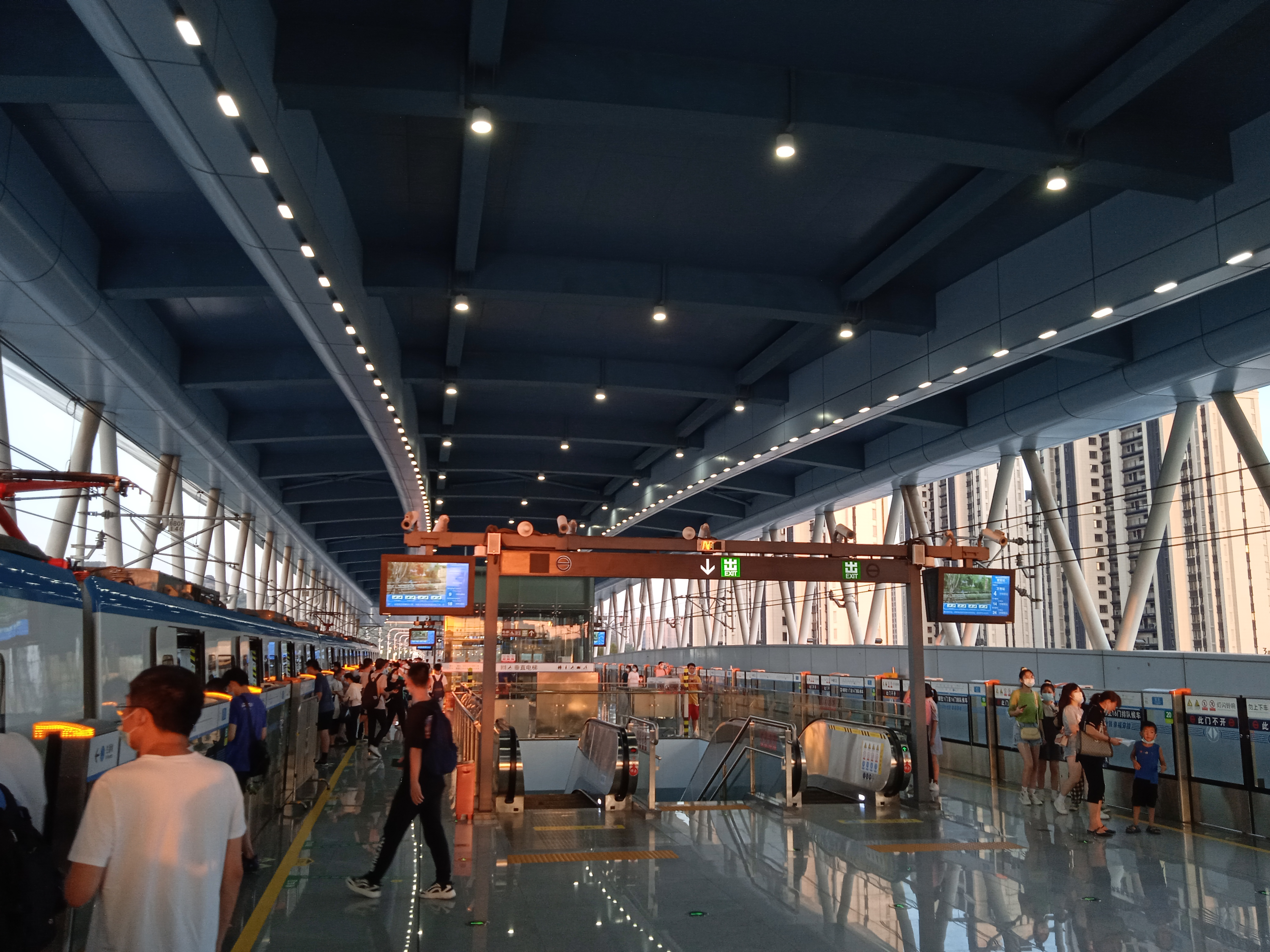
福州地铁6号线的营前站

- 福州地铁6号线：营前站[17]

#### 郑州地铁
郑州地铁的所有高架车站均装设低站台门：
- 郑州地铁6号线洞林湖站。

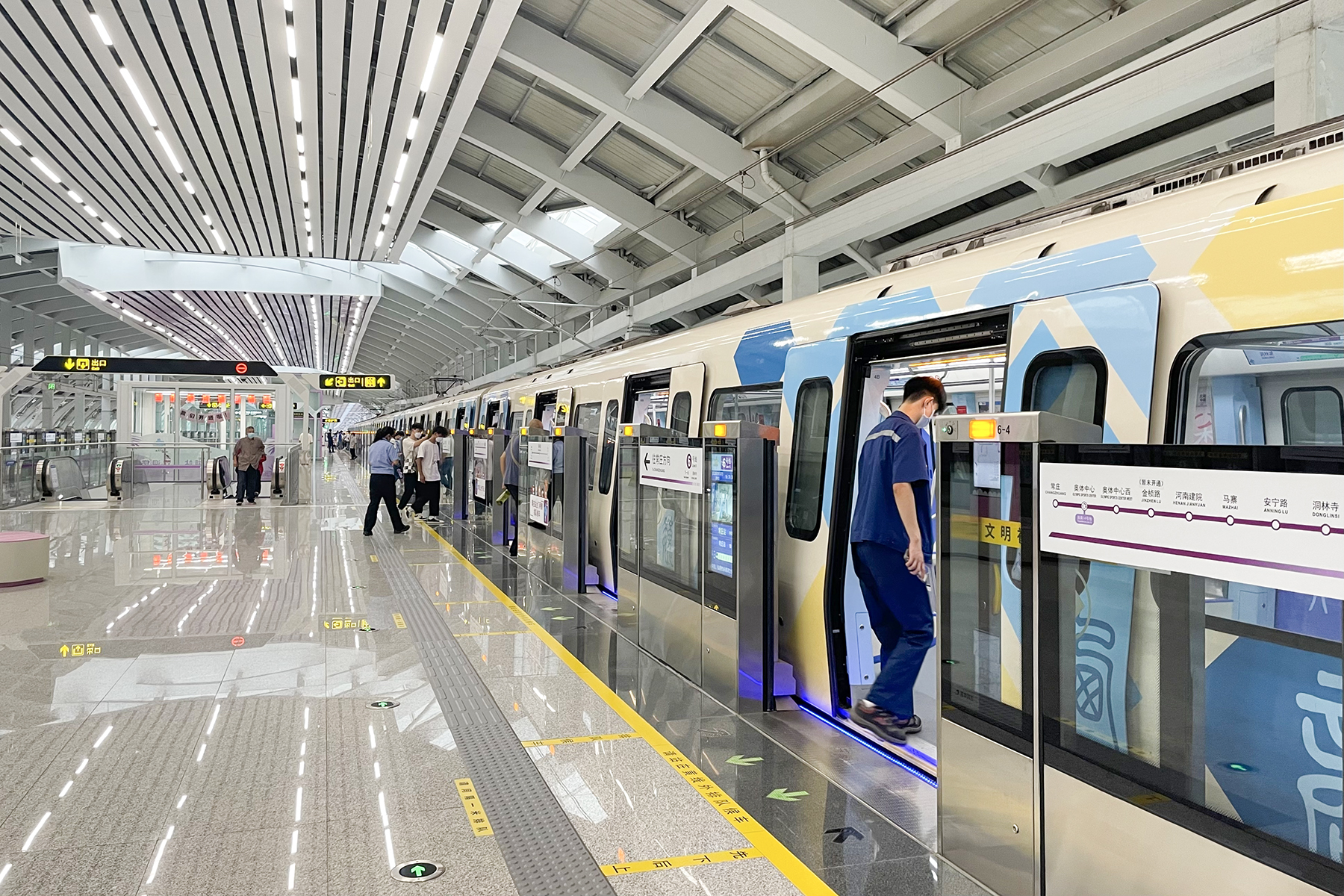
郑州地铁6号线的洞林湖站

- 郑州地铁城郊线全部高架站，包括沙窝李站、双湖大道站、小乔站、华南城西站、华南城站、华南城东站、孟庄站。
- 郑州地铁郑许线全部高架站，包括双庙李站、大周站、颍川路站、葛天源站、永和路站、农大路站、体育中心站、电气谷站、芙蓉湖站。

#### 郑州快速公交
郑州快速公交的所有专用站台均装有低站台门。

### 香港

#### 港鐵

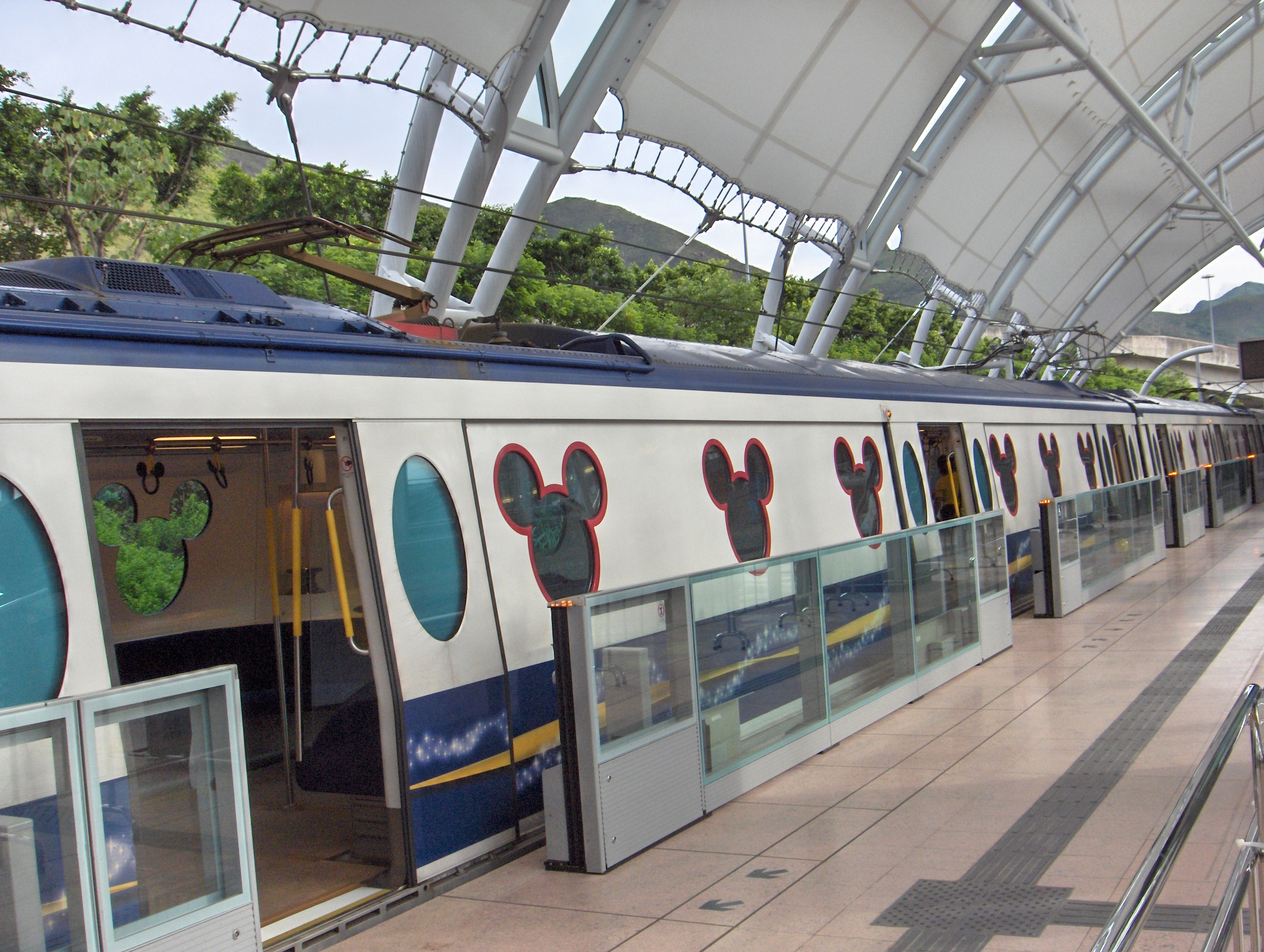
港鐵迪士尼綫欣澳站的月台閘門

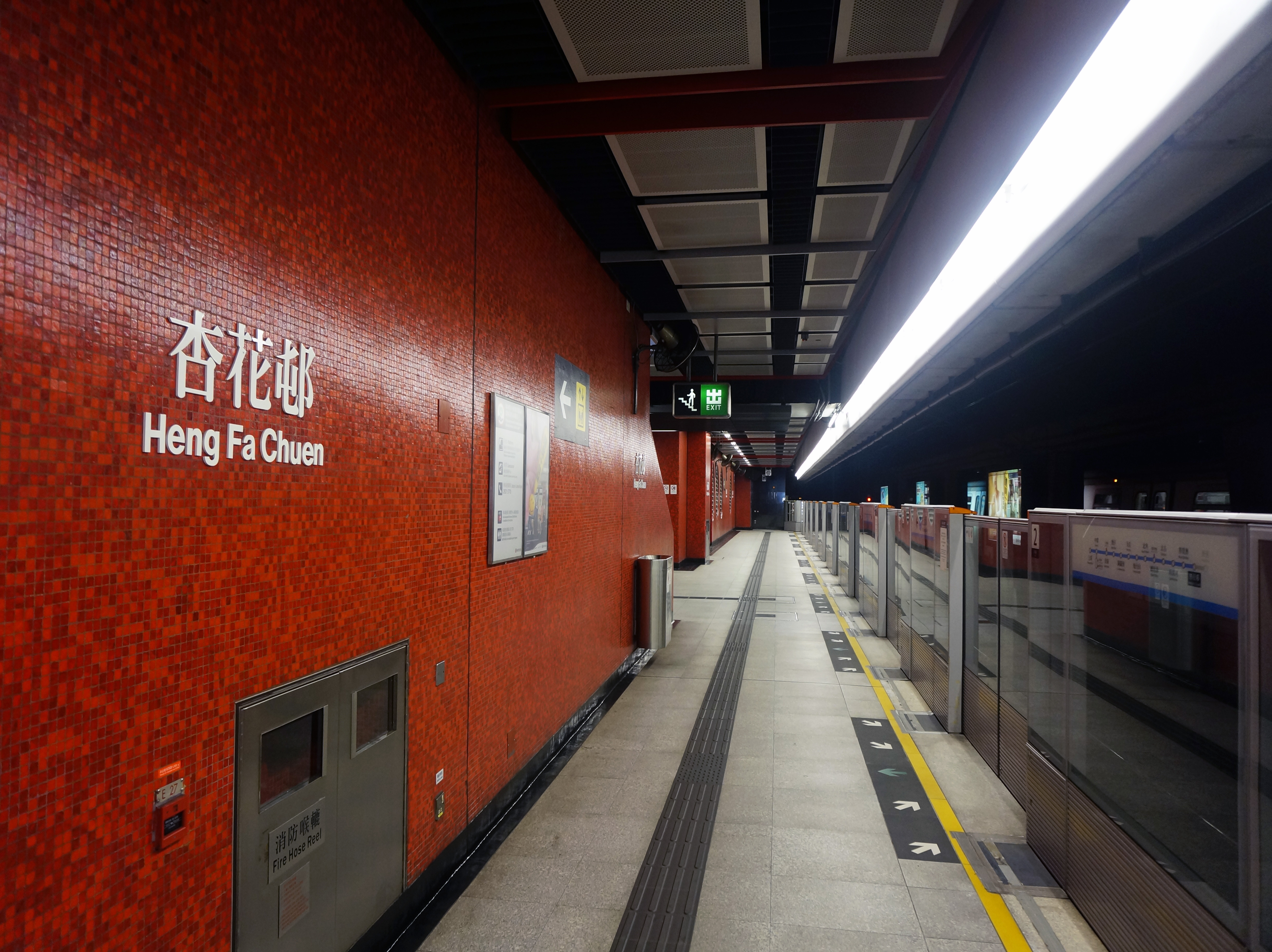
港鐵港島綫杏花邨站的月台閘門

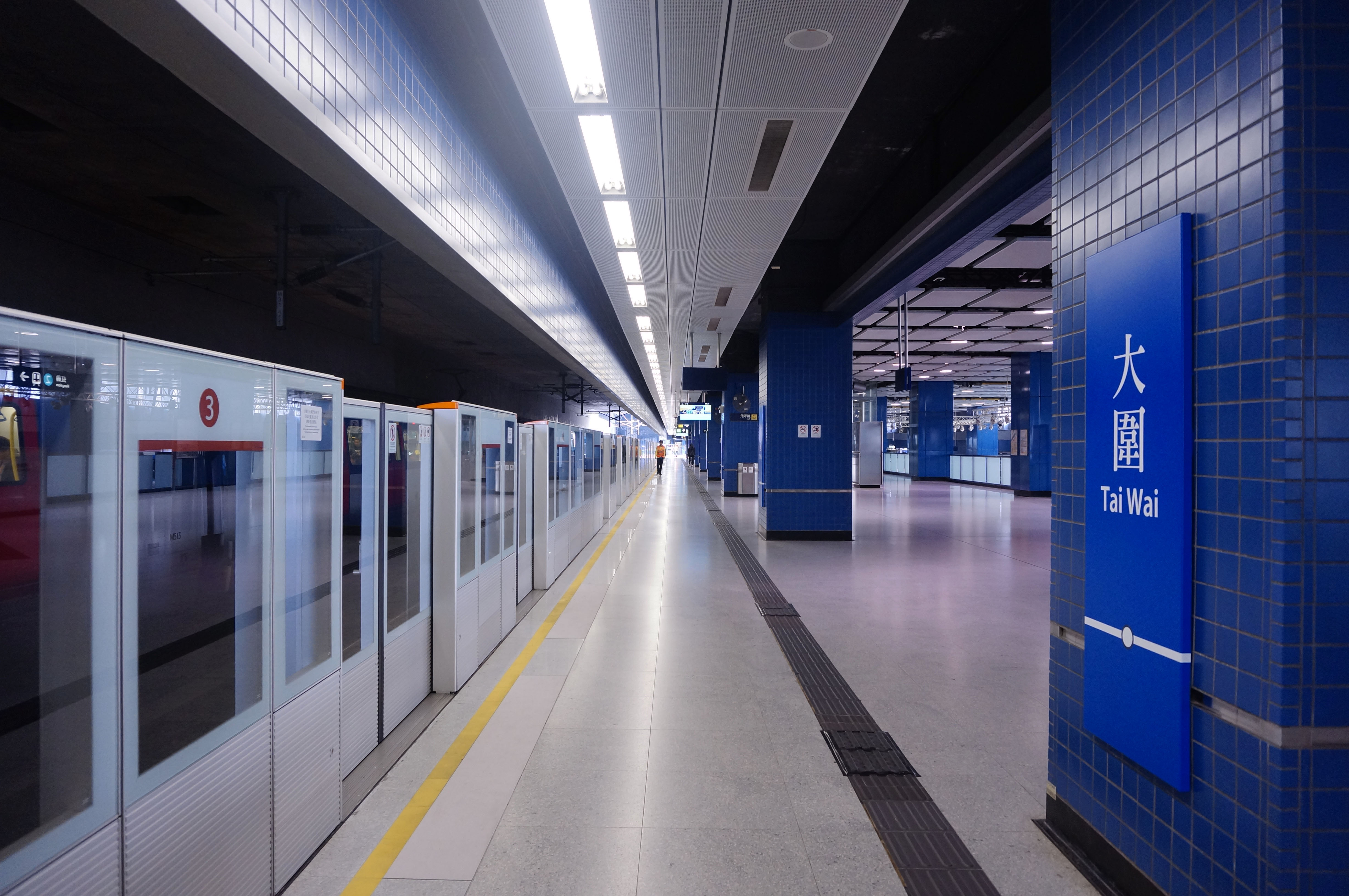
港鐵屯馬綫大圍站的月台閘門

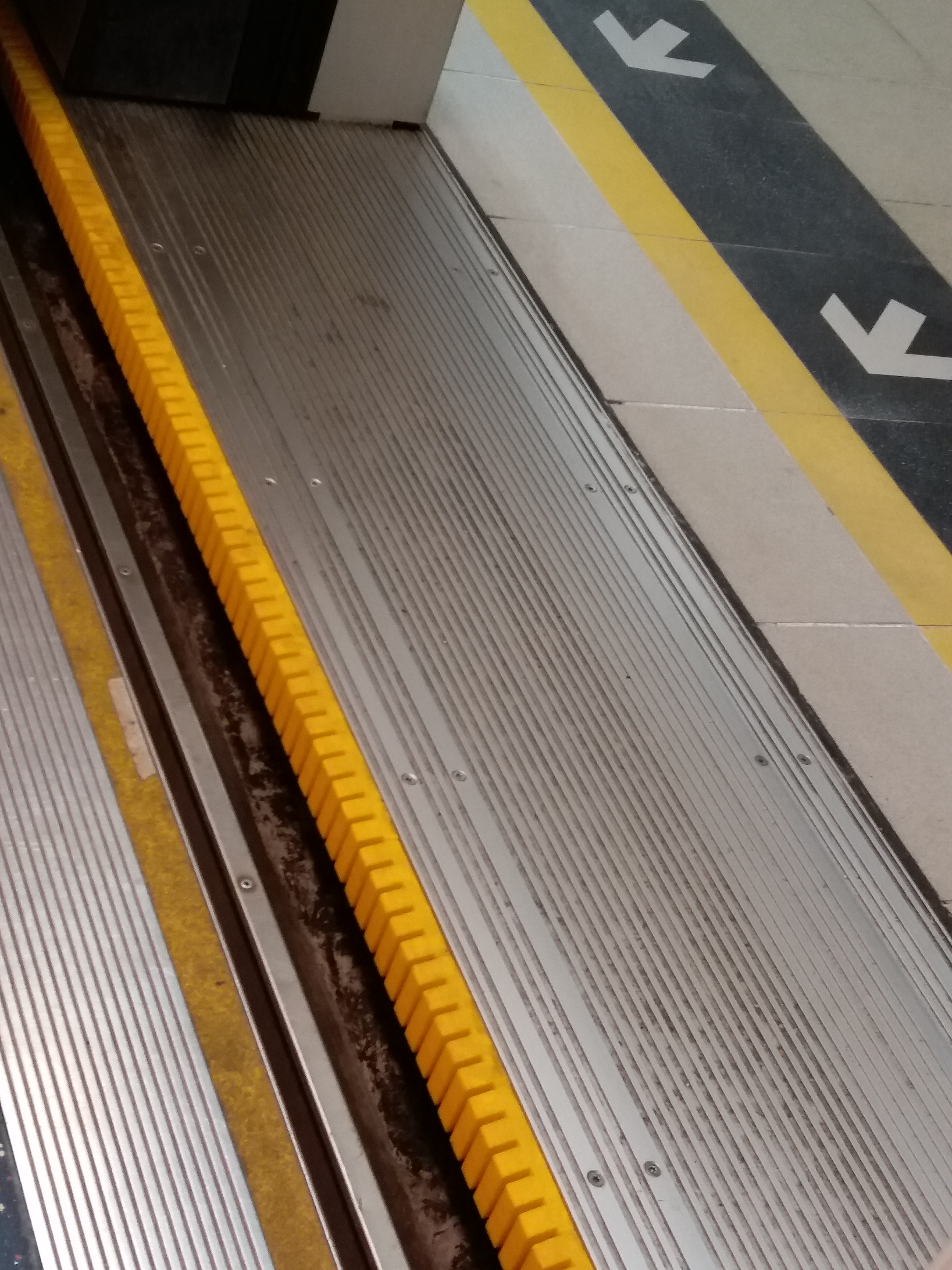
格里根自动门系统的月台閘門設有軌道，開關門時更有效率

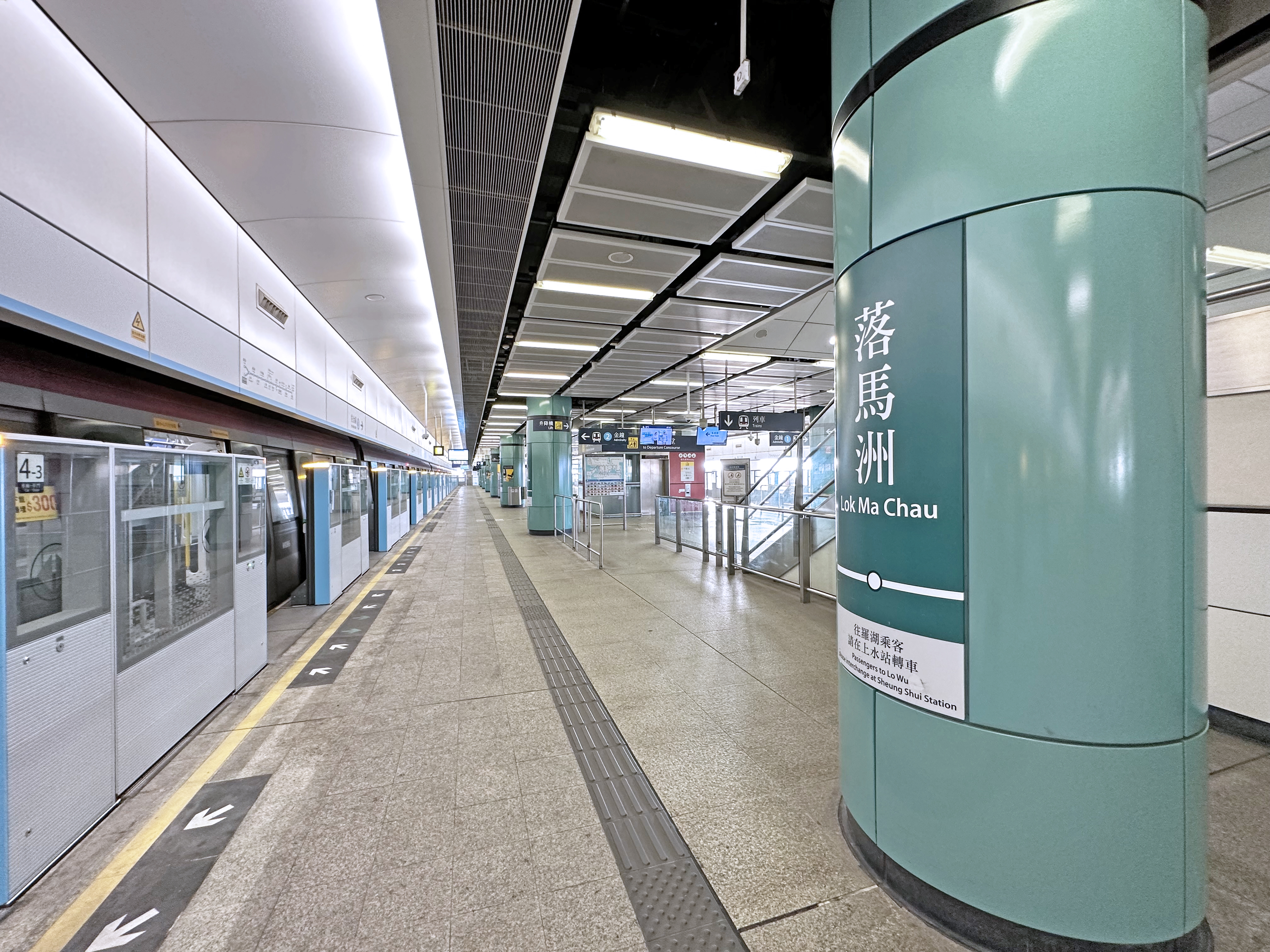
港鐵東鐵綫落馬洲站的月台閘門

香港地鐵於2005年率先在欣澳及迪士尼的新車站安裝法国法维莱交通股份有限公司的月台閘門。其後，港鐵於2008年1月決定為屬於前地鐵網絡的8個地面及架空車站安裝該款月台閘門及改善通風設計；港鐵於2010年下半年開始開展安裝工程，現時已全面啟用。自此，港鐵所有屬於前地鐵網絡的車站全部設有月台門。閘門的高度大約是月台幕門的一半（約1.5米，迪士尼綫月台則約1.2米，避免遮擋迪士尼綫列車上米奇老鼠形的窗戶）。而2016年底啟用的南港島綫海洋公園站及黃竹坑站亦安裝了格里根自动门系统的月台閘門（門高約1.75米）。
另一方面，前九鐵公司（於2007年與地鐵公司合併成為港鐵）則希望於東鐵綫先安裝月台伸縮踏板再安裝月台閘門。港鐵於羅湖站月台伸縮踏板試驗計劃完成後展開東鐵綫和馬鞍山綫（現屯馬綫）車站月台閘門工程研究。最後決定率先開始在馬鞍山綫進行安裝工程。
馬鞍山綫的月台閘門於2017年12月20日完成安裝，並於4天後（即平安夜）實施全線以8卡列車行駛。月台閘門由格里根自动门系统提供（與南港島綫同款）。所有車站已於2016年3月中至2018年1月尾更換月台位置關門提示聲帶。在更換列車系統後，月台閘門會在2017年底完成安裝，比較原定預期提早一年。所有車站月台地板的候車排隊指示已換成港鐵樣式。此外，為了減少對乘客服務的影響，月台閘門的加裝工程，必須於通宵的非行車時間（即凌晨二時至五時）內進行。由於工程涉及在地面或高架車站的露天空曠環境中修改車站月台結構，即使採用有效的紓緩措施，仍可能會對周邊居民造成噪音滋擾。
九鐵公司曾研究在東鐵綫安裝月台閘門的可行性，但由於月台結構、部分月台空隙較大等因素，至兩鐵合併初期一直未有定案。2012年初，港鐵公佈了擱置已久的東鐵綫加裝月台閘門工程計劃以及沙田至中環綫計劃，報告提出東鐵綫月台閘門（除了紅磡站會另外興建新月台之外）將會與沙田至中環綫同期建造，可減少工程的複雜程度，但市民最快亦需等待至2023年，才會陸續安裝月台閘門。
港鐵同時公佈加裝東鐵綫月台閘門的幾項技術困難：
- 月台有彎位：東鐵綫部分車站月台並非直線設計（如羅湖站、大學站、九龍塘站、旺角東站），月台彎位將會使列車與月台間之空隙增闊，月台閘門會影響乘客視線，導致月台空隙的大小難以看見，影響安全。曾於羅湖站安裝月台伸縮踏板嘗試解決此問題，唯不理想。後啟動安裝月台閘門工程時的做法則是重新調整彎位車站停車位置，並對對應車門處在下方加裝紫光LED燈條。
- 訊號系統不配合閘門運作：舊訊號系統存在局限。當有月台閘門時，將不可提供安全及高效服務，亦致繁忙時間每小時減少約兩班車。而目前列車的動力及制動系統亦不配合閘門運作，會影響班次。
- 月台結構需作重大修改：過去在地底車站加裝月台幕門時，幕門的承重可由月台層頂和月台地台分散承擔，若加裝月台閘門，門的承重只能透過地台承擔。除落馬洲站、新紅磡站、會展站、金鐘站之外，東鐵綫車站的月台結構在原來的設計上，並沒有預計閘門的承重。如需加裝月台閘門，需要作出重大的結構修改。因此需要進行加固月台工程。
- 通風：加裝月台閘門後，對月台空氣流通會有一定的影響，要透過詳細研究和測試才能確定其影響程度，以制訂可行的方案，確保月台的候車環境盡可能維持在最佳水平。
- 接地保護：除旺角東站、太和站和落馬洲站外，全線大部分月台邊緣位於露天空曠的位置，加裝月台閘門後，基於列車和月台閘門都是外露電力系統的裝置，有機會受惡劣天氣影響，在絕緣和接地裝置的設計和安裝都要經過嚴謹規劃，並按車站實際情況加以研究和配合。

因東鐵綫9卡韓製列車和原有的12卡近畿川崎列車及中期翻新列車門距不同，需待兩者調離東鐵綫及全數退役並採用新停車位置之後才能正式開始安裝月台閘門。
2013年7月至8月期間，馬場站率先進行月台加固和平整工程，為東鐵綫加裝月台閘門揭開序幕。現時東鐵綫月台加固和平整工程已大致完成，已於2023年5月開始安裝月台閘門，已於2025年5月全部完成。閘門約1.7米高，由方大智创科技提供，為中國大陸首次給香港提供具有自主知识产权的月台門系统。方大负责的港鐵沙中綫第二期建造月台幕門及東鐵綫加裝月台閘門項目，亦是截至2020年全球单个合同金额最大（價值港幣511,666,066元）和全亚洲难度最大的月台門项目。
另外，曾有市民及團體要求在輕鐵月台上加裝月台閘門以提高月台上候車乘客的安全，但由於加裝閘門同時，需要同時加裝列车自动控制系统及加固月台。考慮到輕鐵沒有獨立路段、與其他車輛共行，由人手駕駛會較合適。相信難以實現在輕鐵月台上加裝月台閘門。除非在新起的輕鐵站便會有預先安裝的可能性。
聾人及弱聽人士指出，列車關門時沒有視覺警示。車門開啟時，月台閘門及月台幕門頂部有提示燈號，但當車門即將關閉時，提示燈號卻未有警示。他們建議在月台閘門及月台幕門頂部的燈號加裝閃光提醒即將關門。聾人及弱聽人士關注組織龍耳指香港約有九萬二千多名聾人及弱聽人士，曾接獲不少聾人及弱聽人士投訴港鐵無障礙設施不足，已向港鐵反映問題。港鐵曾回覆會研究加裝閃燈，惟有其他問題要解決，故仍在研究中。有機械工程學者指，港鐵只要加裝線路組件，就可以配合聽覺與視覺的警示訊號。港鐵無障礙設施已落後鄰近地區。該聾人及弱聽人士關注組織推出通識教材套給學生探討月台閘門及幕門的安全問題。

#### 海洋公園

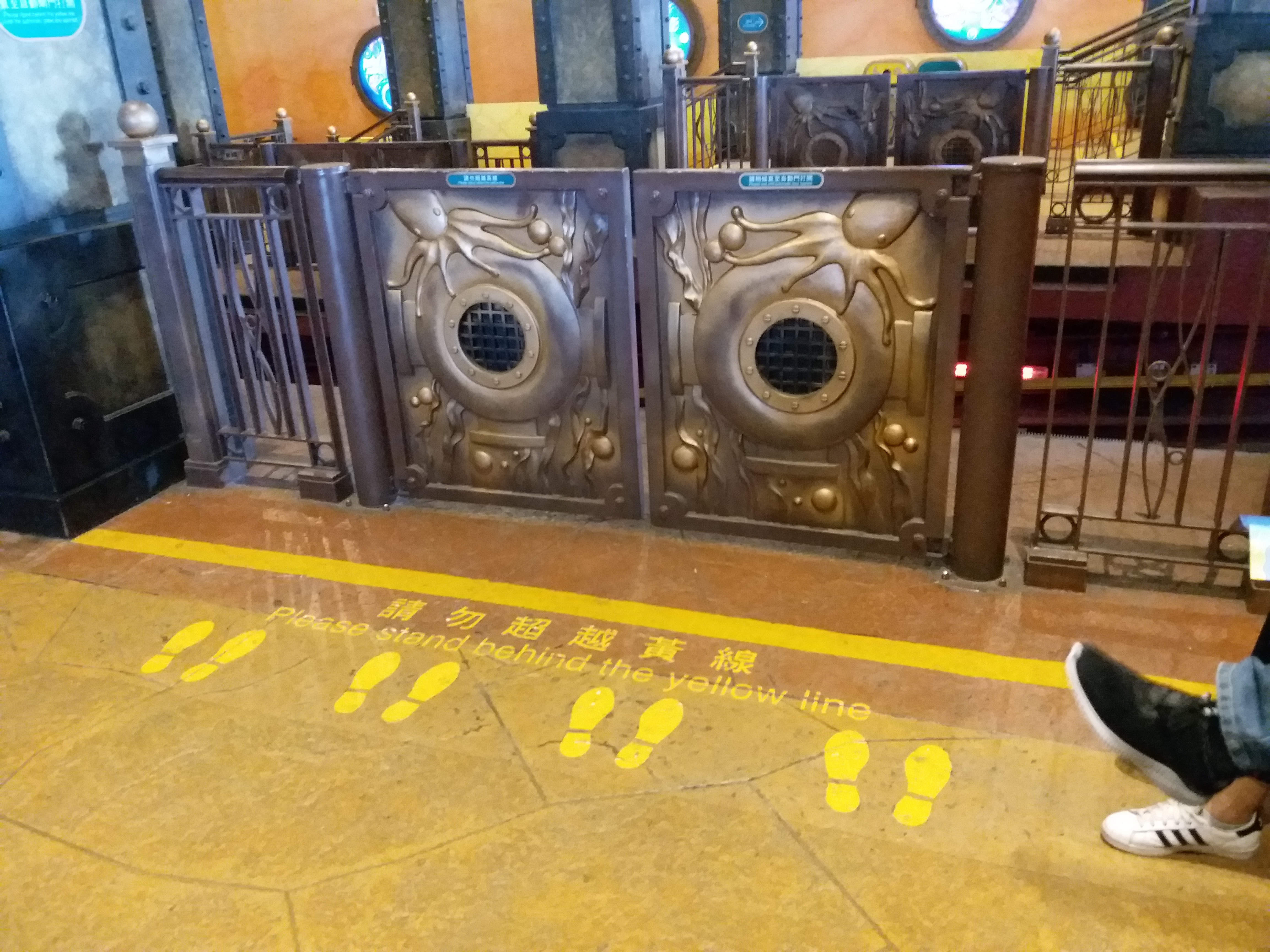
海洋列車高峰站的月台閘門

海洋列車所有車站月台均設有月台閘門，但啟用時只在上客月台安裝，後期才在落客月台加裝。

#### 山頂纜車

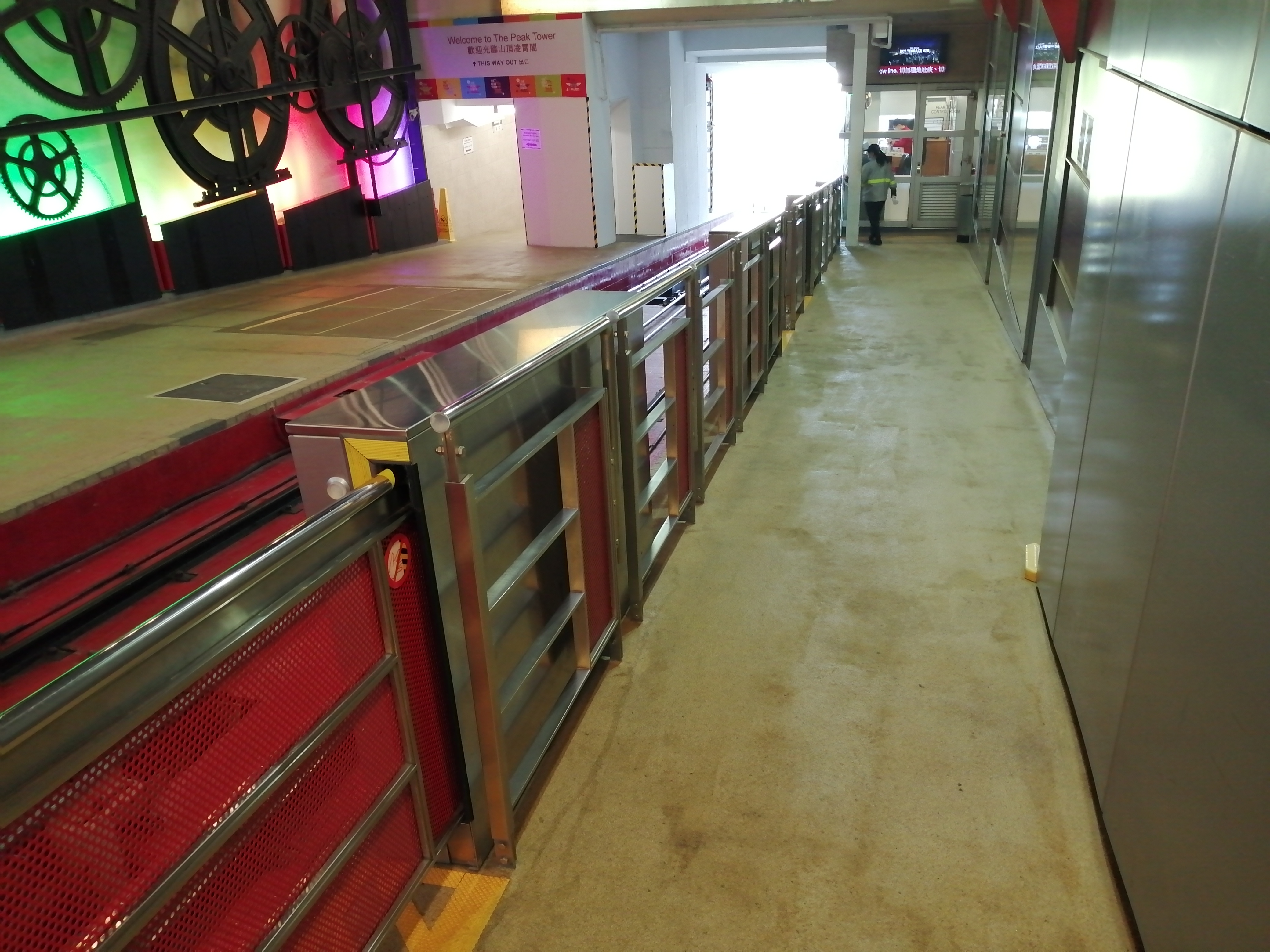
山頂總站2017年的月台閘門

山頂總站於2017年上客月台安裝半高式月台門，不過採用鐵欄伸縮開關。2022年8月27日第六代山頂纜車投入服務，中環總站也同步安裝了月台閘門，同時山頂總站的月台閘門也改用與中環總站相同的玻璃月台閘門。

### 澳門

#### 澳門輕軌

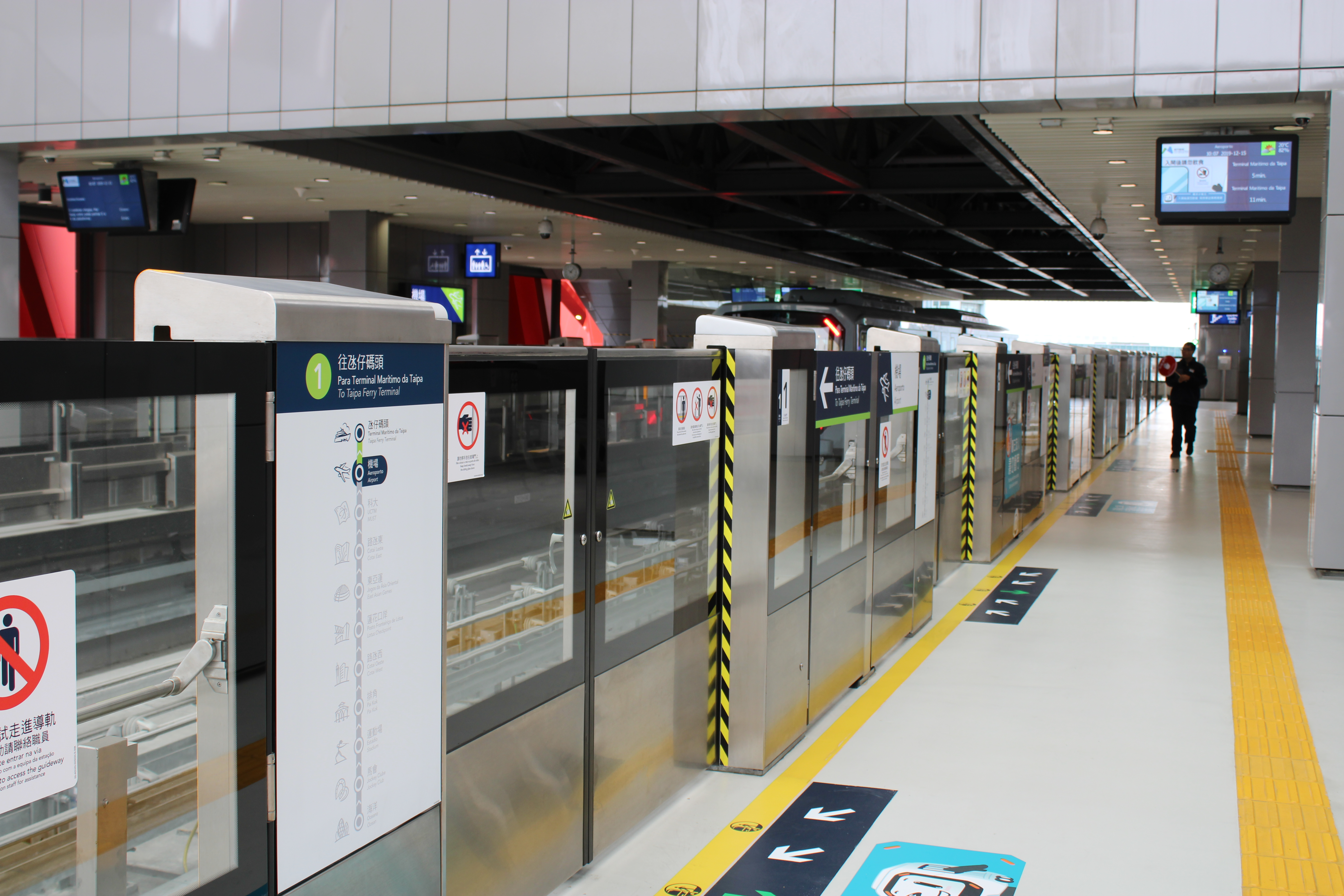
氹仔線機場站月台閘門
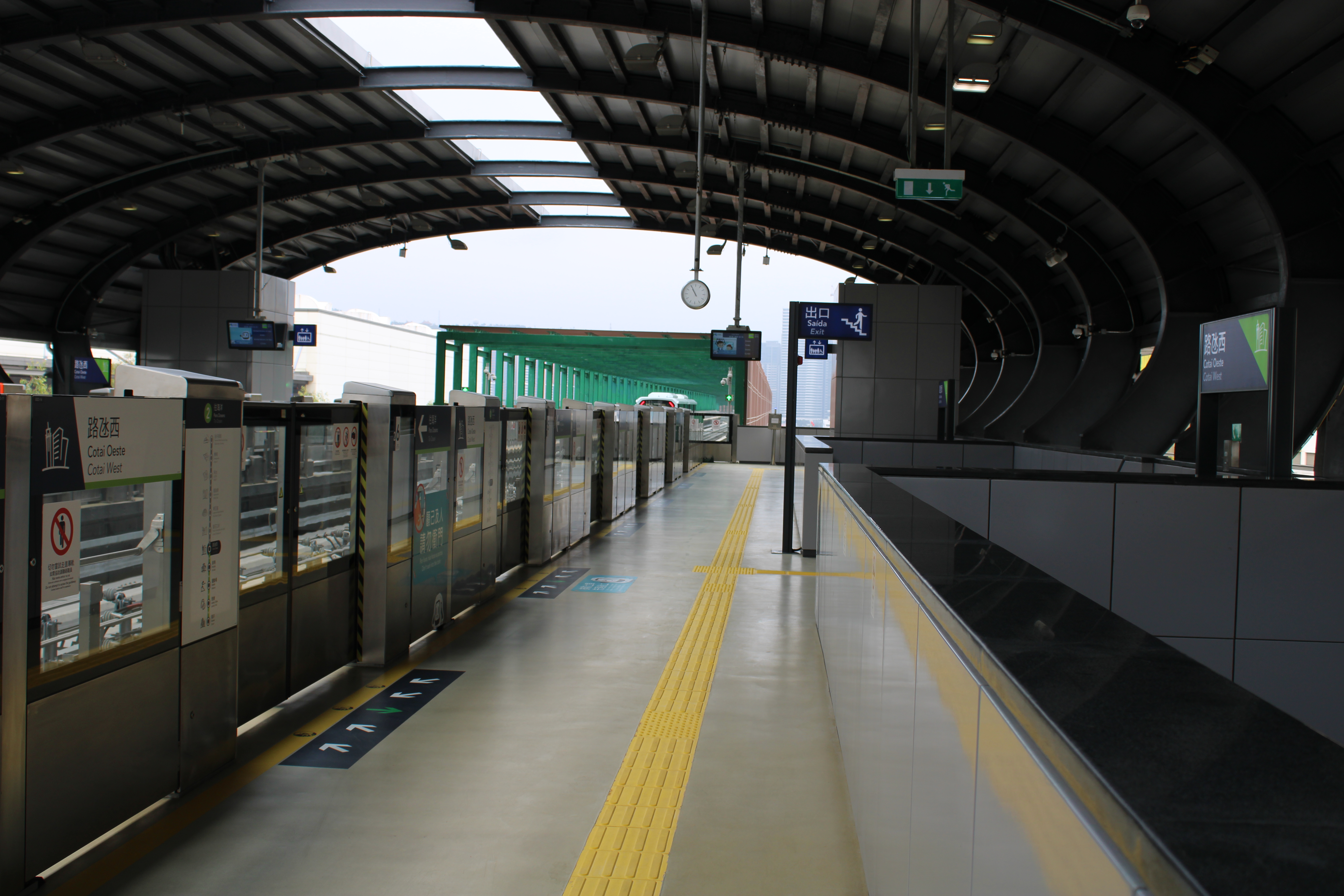
氹仔線路氹西站月台閘門

所有高架及地面車站設計方面，因受到月台與列車車道之間設置上的影響，一律採用半截式設計的月台閘門出分隔，以加強車站的自然通風效果，保持站內空氣流通。 月台閘門設計方面要與列車車門相對應，因應列車進站及離站作出控制，以保障乘客安全。

### 日本

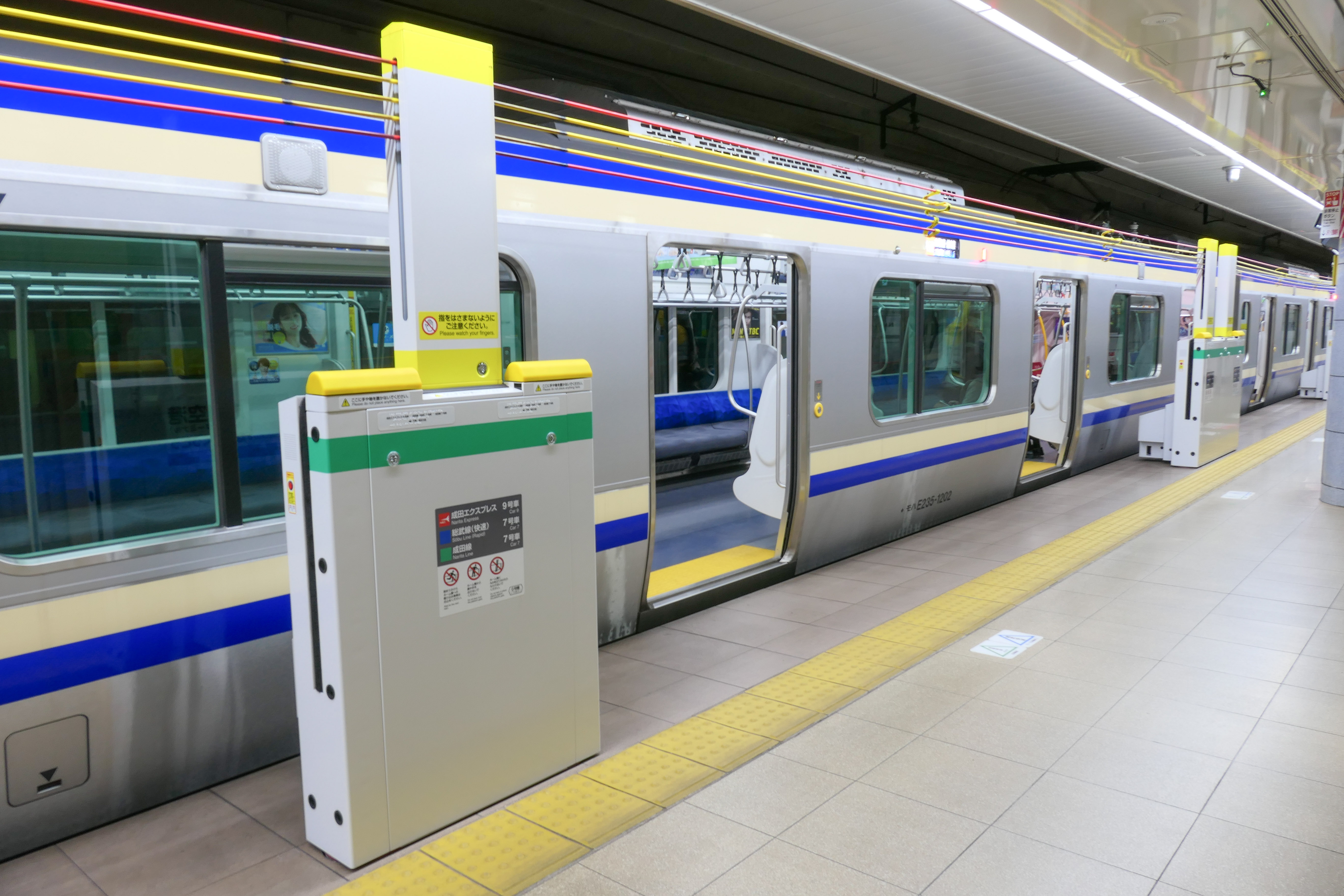
JR東日本成田線成田机场站升降式月台閘門

在日本，以往並沒有安裝月台幕門／閘門的習慣，但由於跳軌自殺人數逐漸增加，為了避免影響列車服務，JR東日本也在2010年在山手線沿線各站陸續安裝月台閘門。
除傳統的月台閘門外，亦發展出可對應不同車種車門位置開關的月台閘門：
- 繩索式月台閘門：使用多條鋼索升降的月台閘門，原理類似平交道柵欄。東急田園都市線月見野站安裝測試。
- 棒狀月台閘門：類似繩索式月台閘門，只將繩索改為金屬柵欄。相模鐵道的彌生台站試用此月台閘門。
- 橫開式進化型月台閘門：與傳統月台閘門類似，但可移動開門位置。西武鐵道新所澤站首先試用此新型月台閘門。

根據國土交通省的資料，截至2020年（令和2年）3月末，全日本已有858個車站共1,953個月台安裝月台閘門。

#### JR

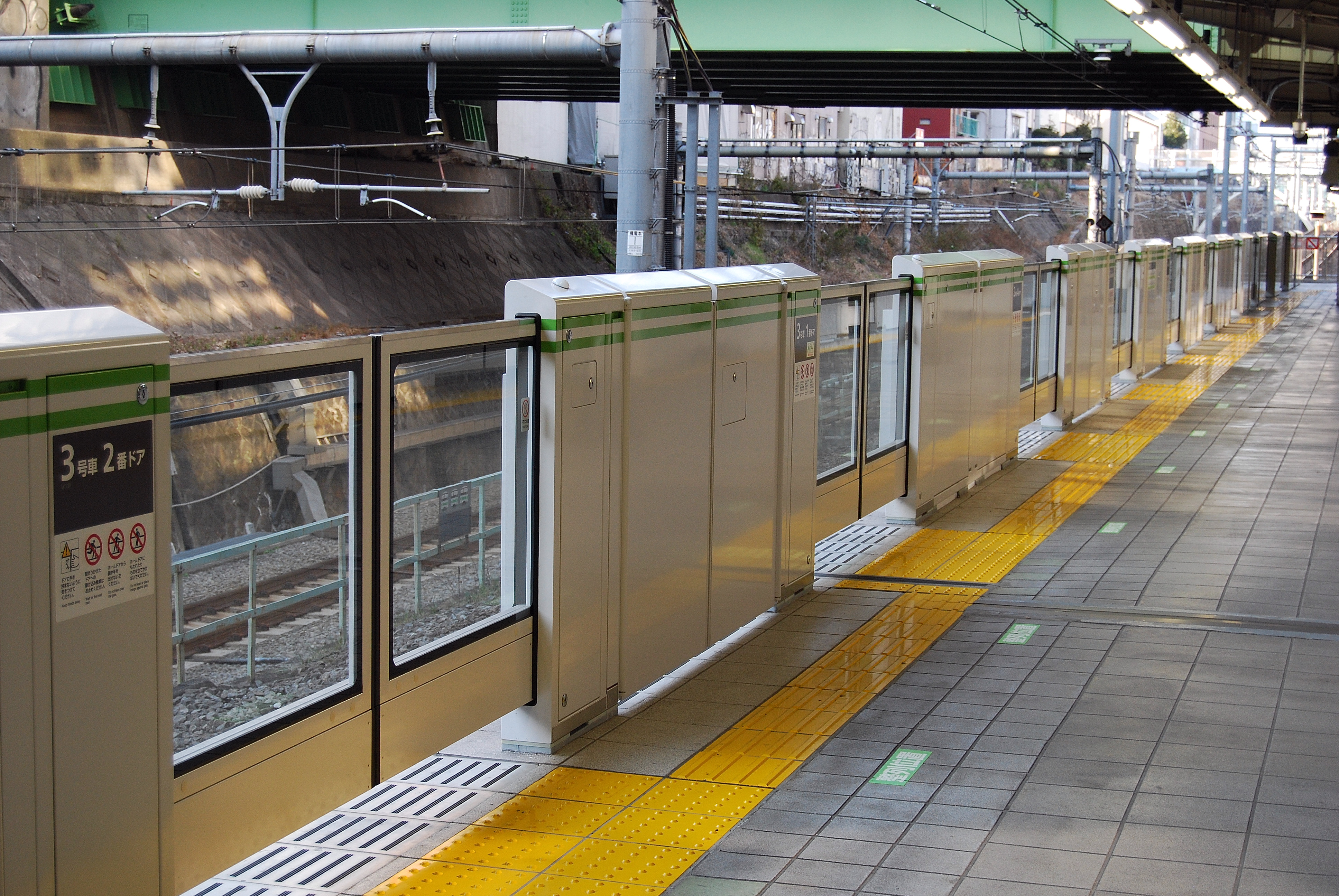
JR東日本山手線目黑站的月台閘門

- 東海道新幹線東京站、品川站、新橫濱站、熱海站、名古屋站、京都站、新大阪站
- 東北新幹線栗駒高原站、水澤江刺站、新花卷站、岩手沼宮內站、二戶站、八戶站、七戶十和田站、新青森站
- 山陽新幹線新神戶站
- 九州新幹線全線
- 北海道新幹線全線
- 北陸新幹線長野站以外其他所有車站
- JR東西線大阪天滿宮站、北新地站
- JR山手線 除新宿站、澀谷站外
- JR京濱東北線山手線區內各站

#### 私鐵與第三部門鐵道
- 東急電鐵世田谷線以外其他所有路線
- 筑波快線全線
- 京王電鐵京王線國領、調布站
- 京濱急行電鐵羽田機場第1、第2航廈、第3航廈車站、京急蒲田車站、橫濱車站、上大岡車站
- 西名古屋港線全線
- 沖繩都市單軌電車線全線

#### 地下鐵
- 札幌市營地下鐵全線各站
- 仙台市地下鐵全線各站
- 埼玉高速鐵道線全線
- 東京地下鐵
  - 銀座線全線
  - 丸之內線全線

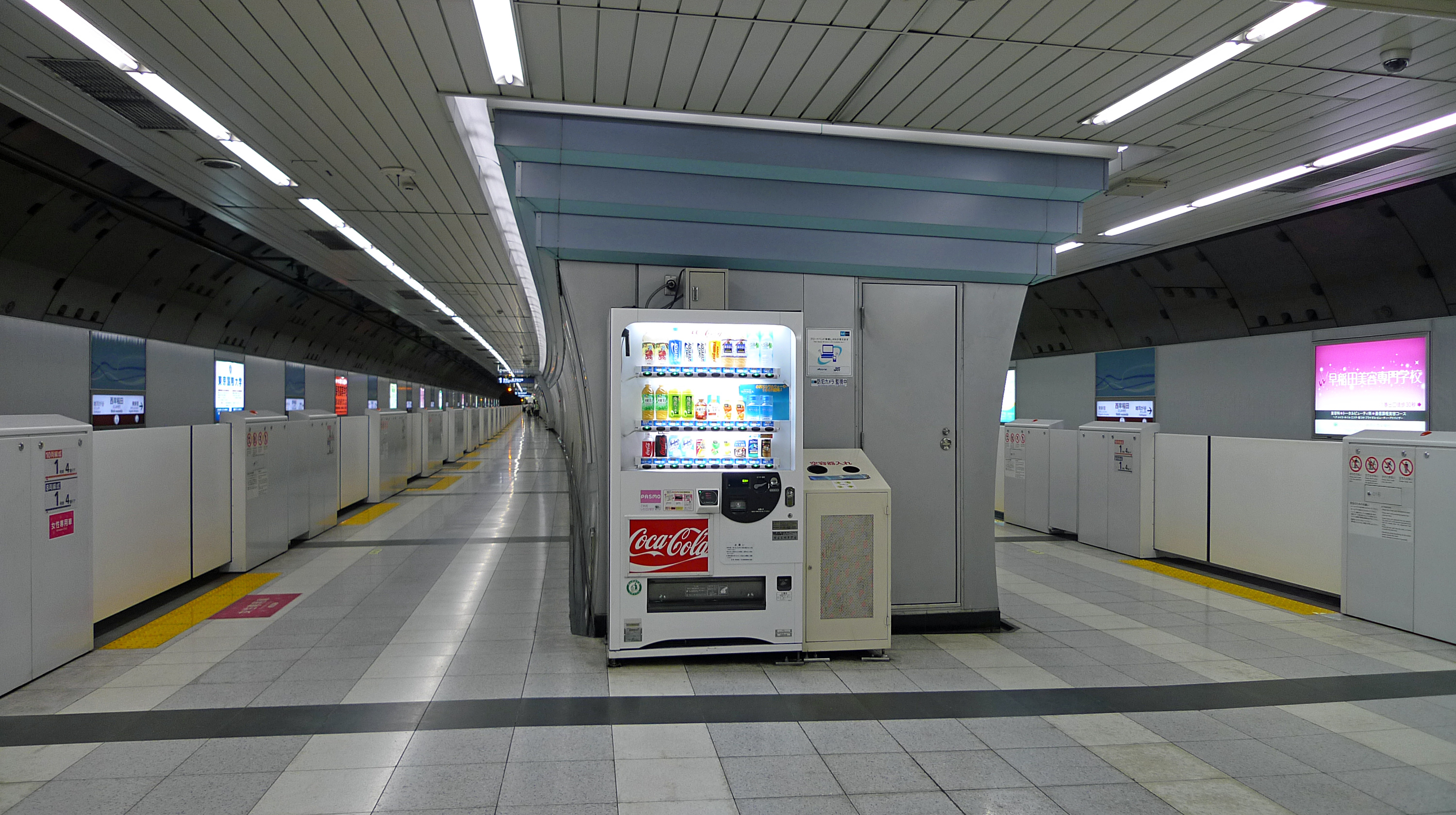
東京地下鐵副都心線西早稻田站的月台閘門

  - 日比谷線中目黑站、廣尾站、六本木站、神谷町站、虎之門Hills站、秋葉原站、仲御徒町站、上野站、北千住站
  - 東西線東陽町站、門前仲町站、日本橋站、大手町站、竹橋站、九段下站、飯田橋站、神樂坂站、早稻田站、高田馬場站
  - 千代田線全線
  - 有樂町線全線
  - 副都心線全線
- 都營地下鐵
  - 三田線全線
  - 大江戶線全線
  - 新宿線全線
- 橫濱市營地下鐵全線各站
- 名古屋市營地下鐵東山線、上飯田線、櫻通線全線
- 大阪市營地下鐵
  - 御堂筋線全線
  - 千日前線全線
  - 長堀鶴見綠地線全線
  - 今里筋線全線
- 神戶市營地下鐵
  - 三宮站
- 福岡市地下鐵全線各站

### 

#### 首爾地鐵
首爾地鐵2號線建大入口站是首爾地鐵第一個設有月台閘門的高架車站，但因為考慮通風問題已改善，影響不大，和防止有乘客攀越月台閘門跳軌，之後原有的地面或高架車站一律加裝非密封月台的月台幕門，与江邊站成為唯二設有月台閘門的車站。

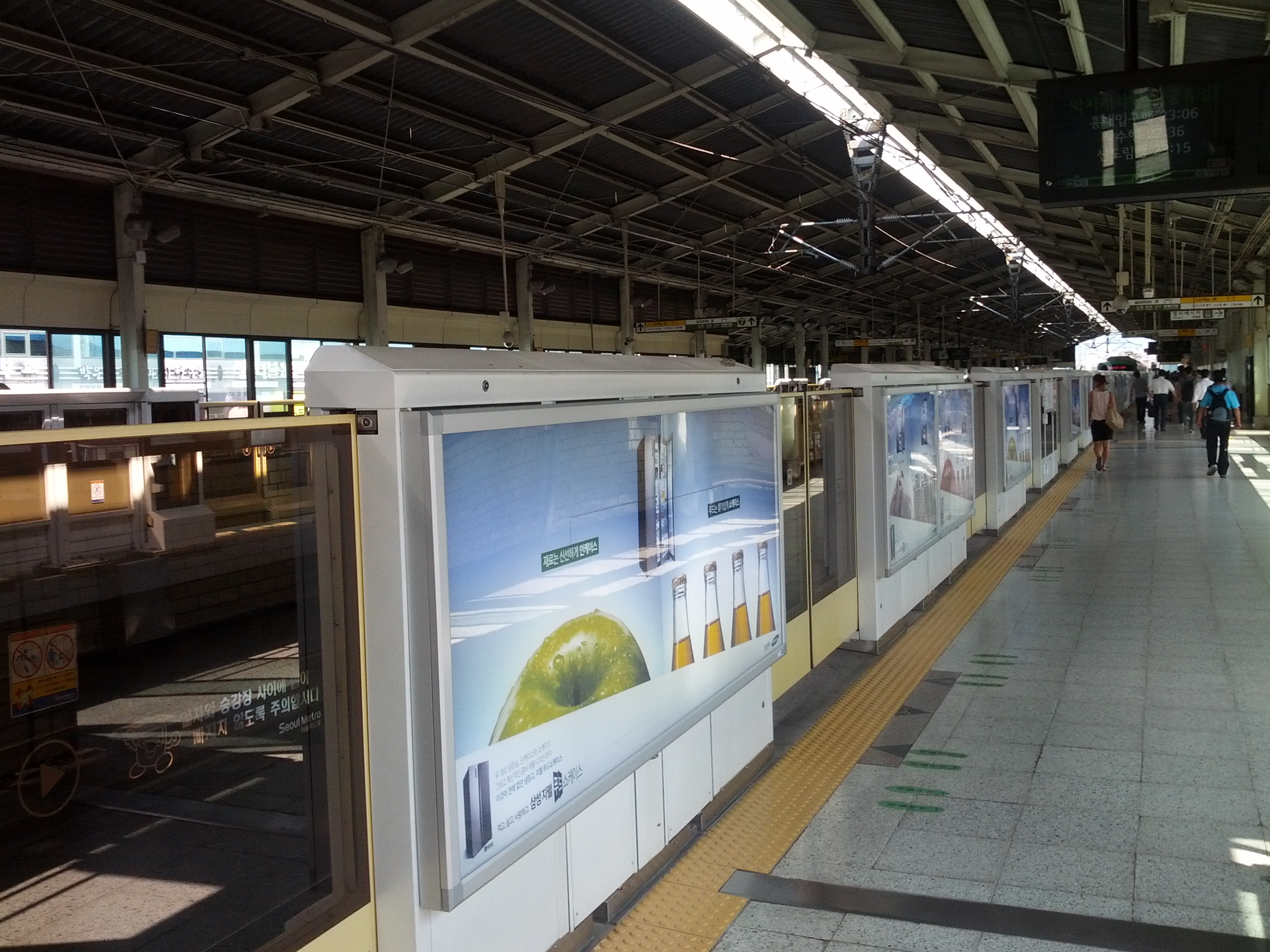
首爾地鐵2號線建大入口站是首爾地鐵第一個設有月台閘門的高架車站

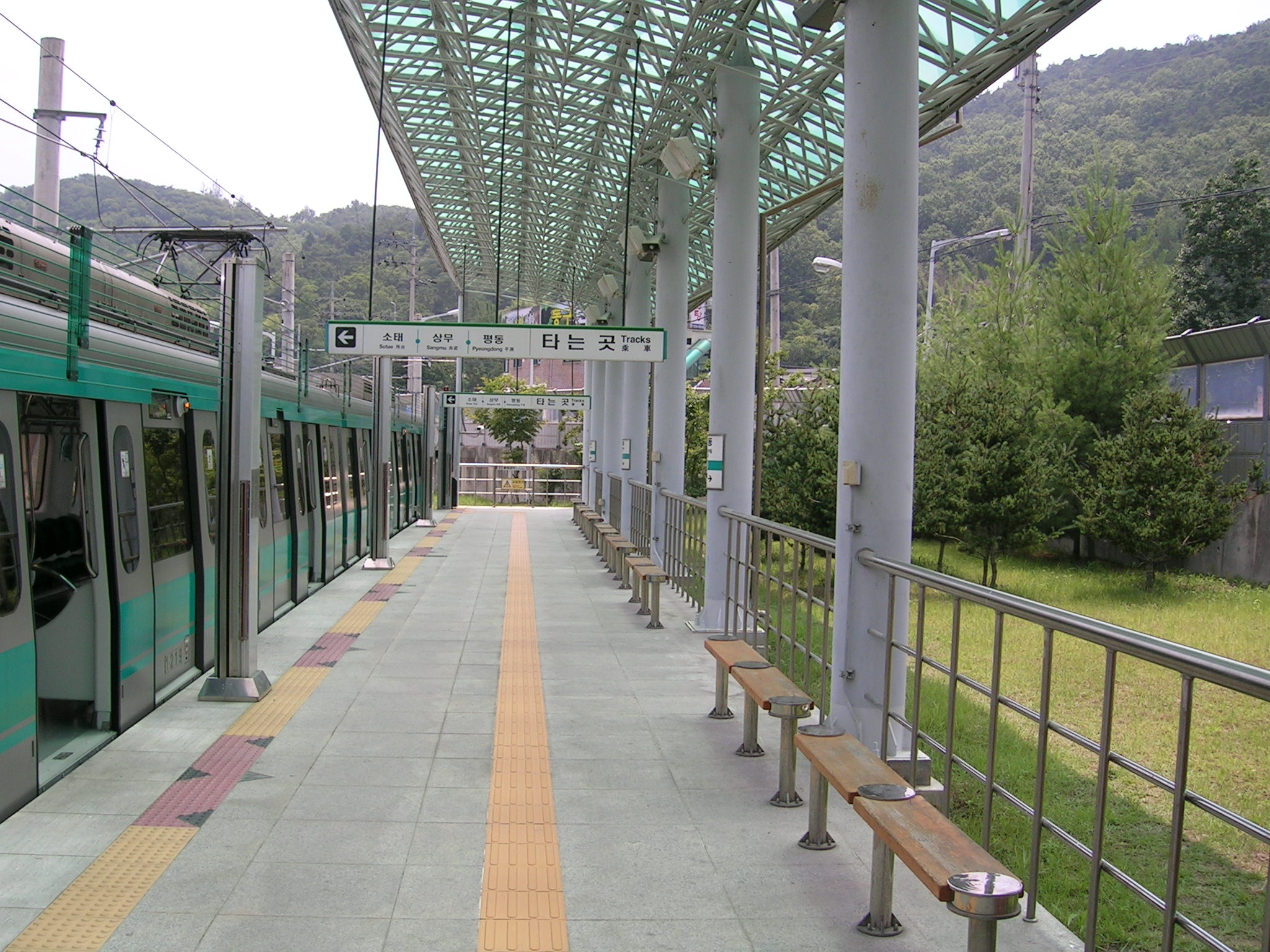
光州都市鐵道1號線鹿洞站採用特殊繩索月台門。後來拆除改為月台幕門

### 泰國
曼谷大眾運輸系統在2013年陸續在部分車站加裝月台閘門。另外，全高架的曼谷地鐵紫線所有車站亦預先安裝月台閘門。

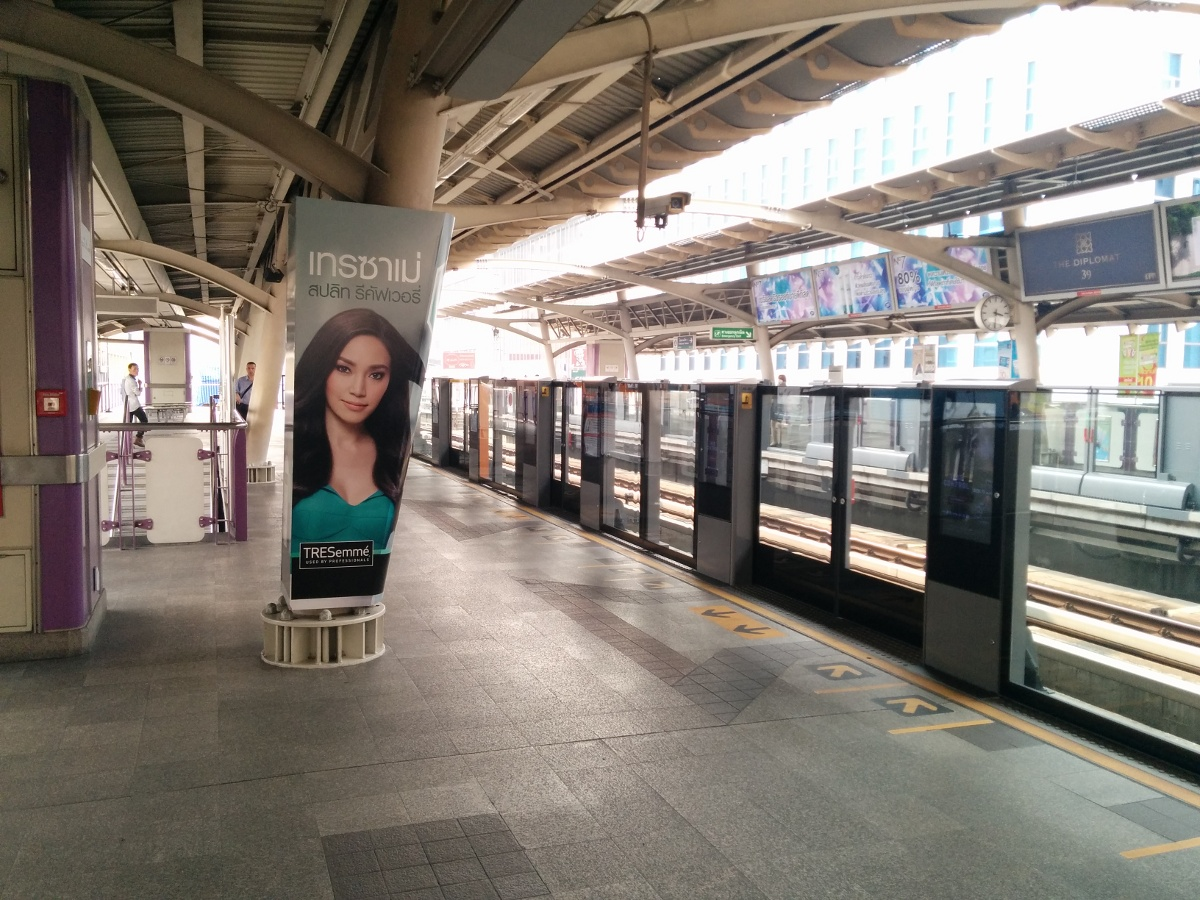
曼谷大眾運輸系統的月台閘門

### 马来西亚
吉隆坡單軌列車各站月台原本設有1.2米欄杆，2016年逐步被1.5米高的月台閘門取代，惟進度異常緩慢，直到2024年11月才正式运作。

### 新加坡

#### 新加坡地鐵

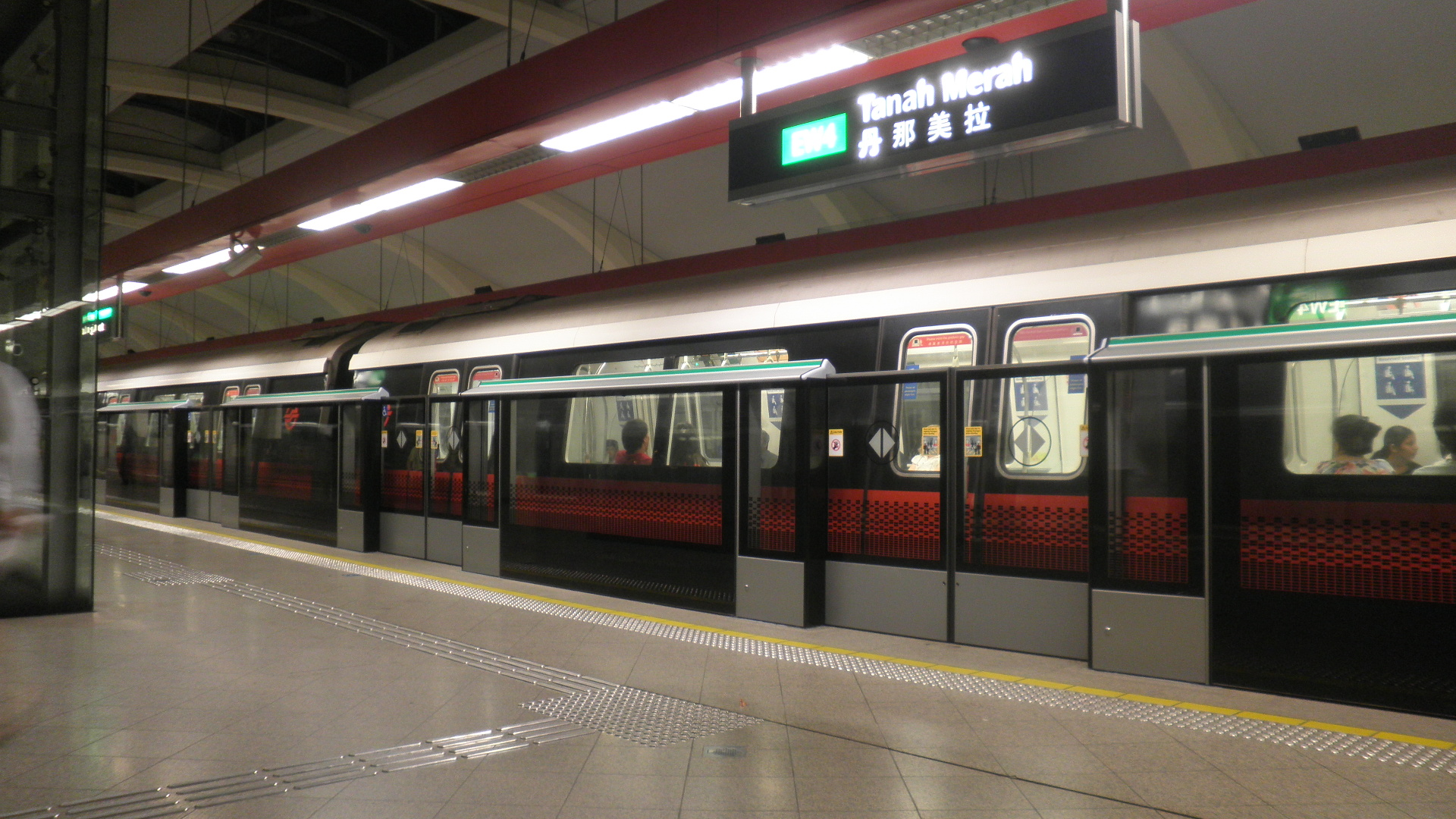
新加坡地鐵東西線丹那美拉地鐵站的月台閘門

陸交局（LTA）自2009年9月起陸續在東西线和南北线所有高架車站加裝月台閘門，2012年3月完工。
- 东西线高架車站
- 南北线高架車站（不含碧山站）

其餘地铁站连同轻轨十里广场站（已永久关闭）裝有月台幕門。
至於輕軌則只安裝簡易欄杆。

### 白俄羅斯
明斯克

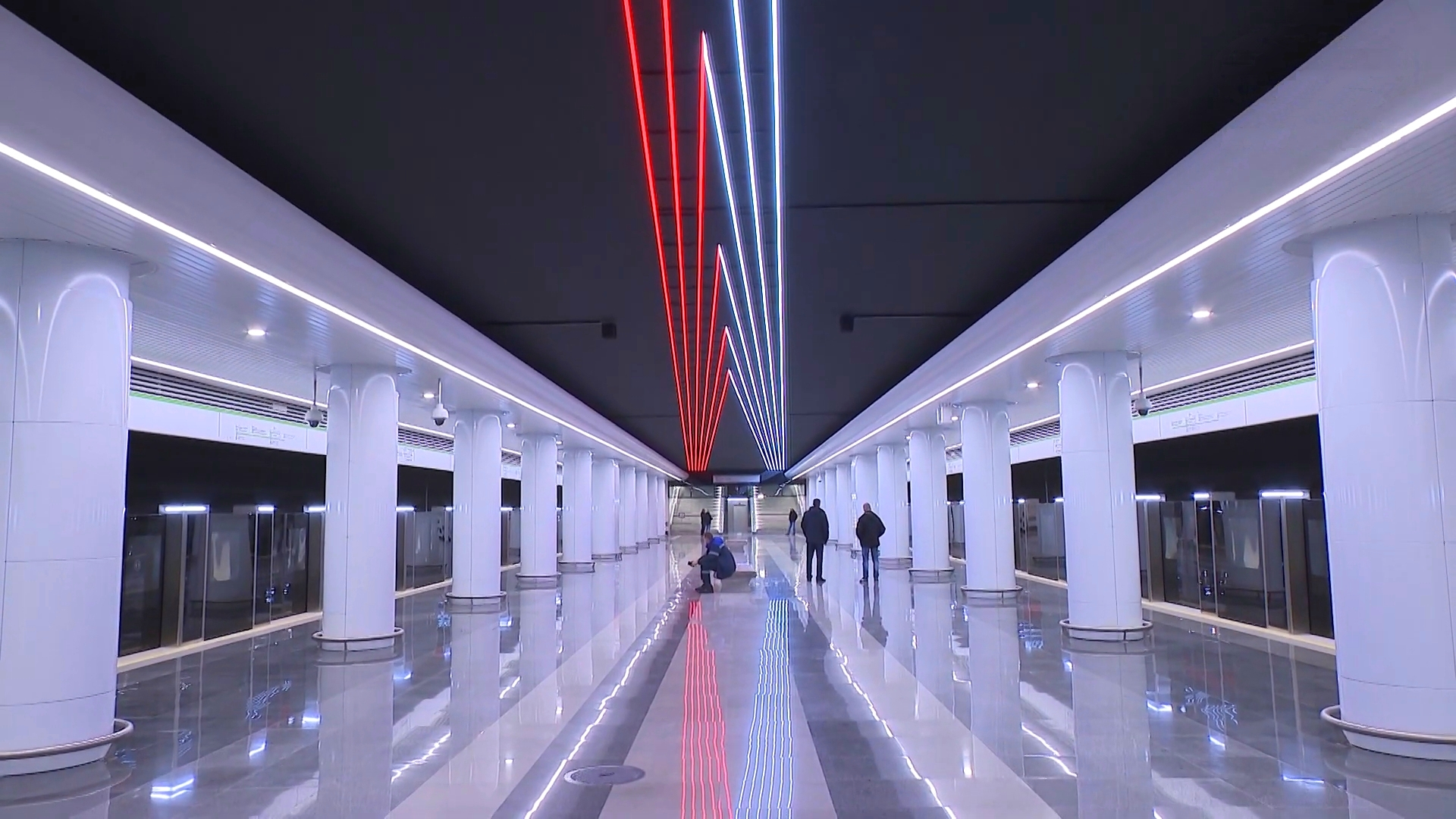
明斯克地鐵綠草地線火車站 (明斯克地鐵)

明斯克地鐵綠草地線於2020年末通車時安裝了月台閘門。

### 保加利亚
索菲亞地鐵3號線全數車站都設有月台閘門。

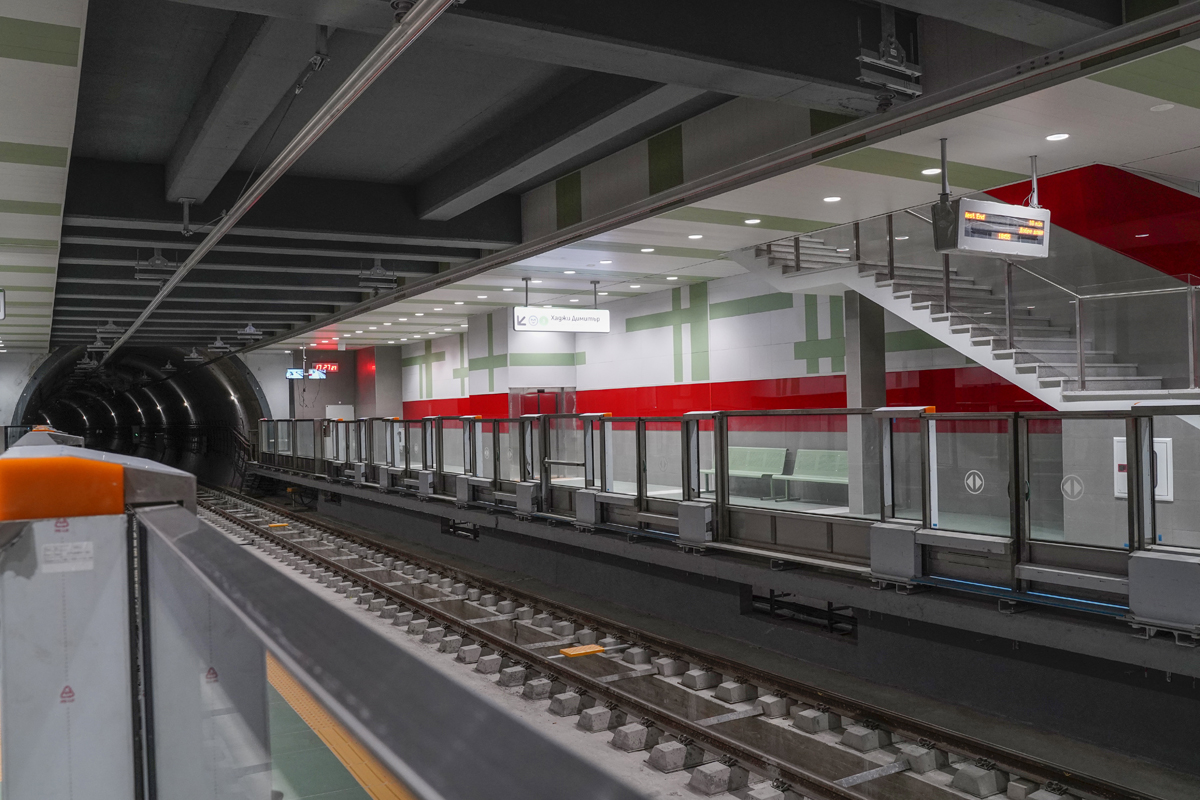
索菲亞地鐵3號線保加利亞站

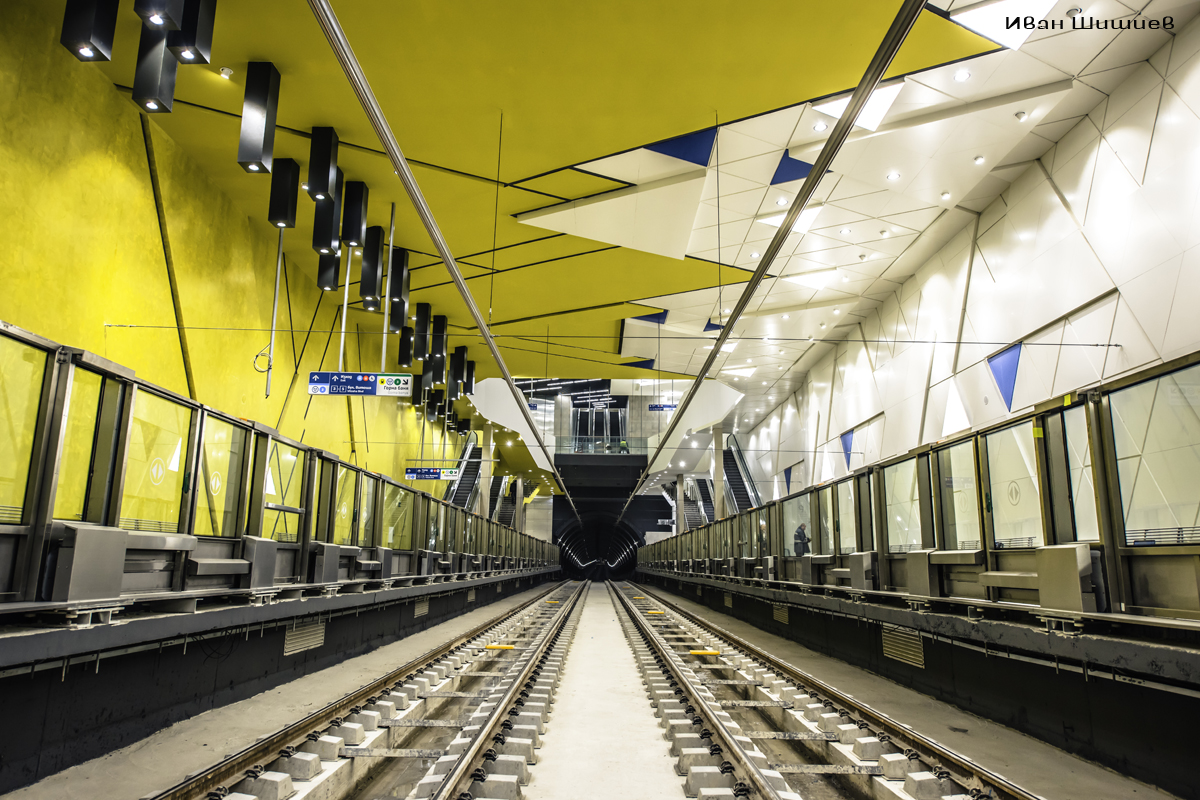
索菲亞地鐵3號線國家文化宮II站

2020年，索菲亞地鐵1號線和2號線的瓦西爾·列夫斯基體育場站與奧帕爾欽斯卡站設置了繩索式月台門。1號線和2號線當中10個較繁忙的車站也會安裝類似的繩索式月台門，以增加乘客安全和避免乘客跌落軌道。

### 丹麦

#### 哥本哈根地鐵
哥本哈根地鐵部分露天車站受設計所限未有安裝月台幕門，後期才加裝月台閘門。

### 法國

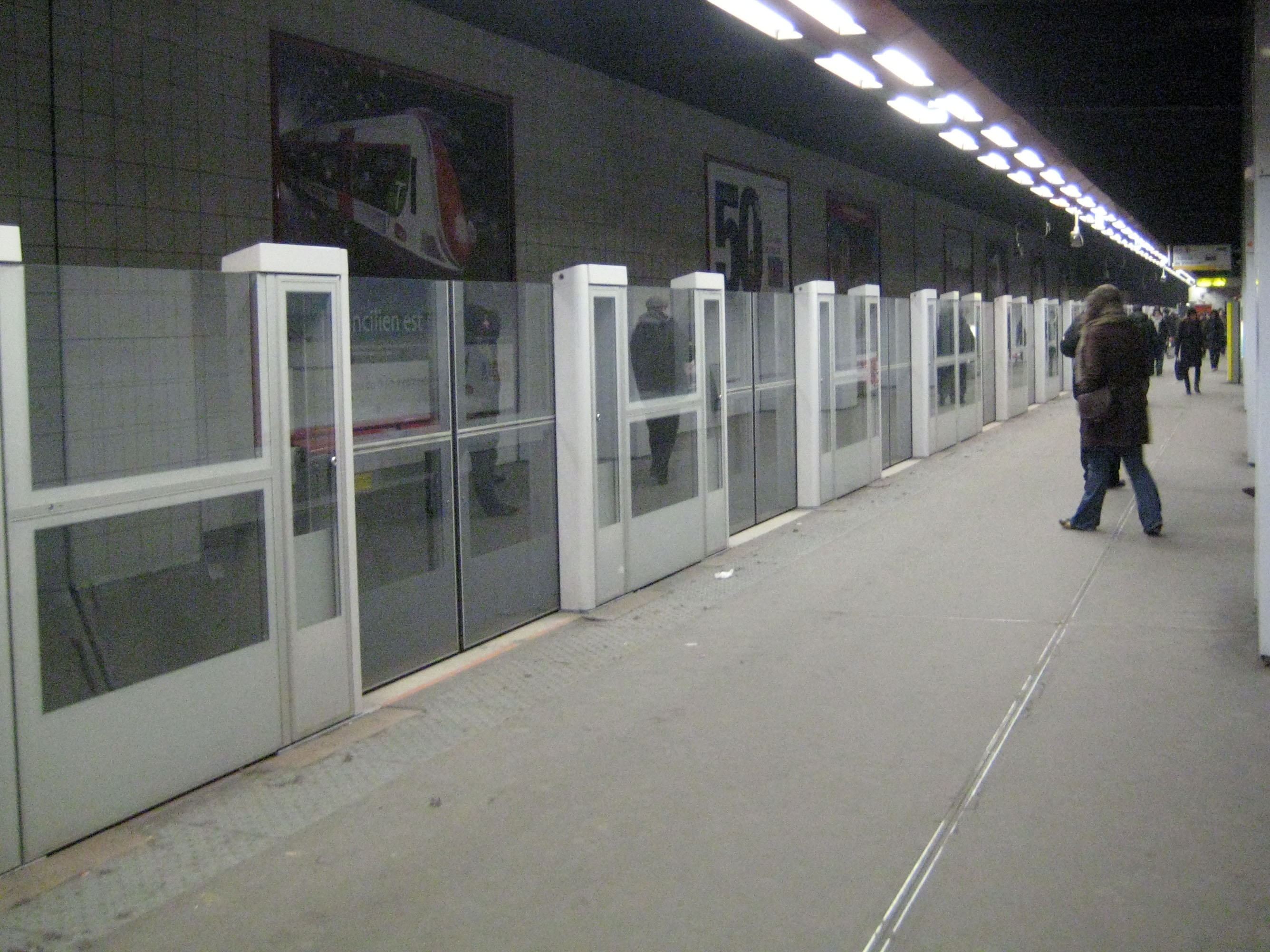
巴黎地铁的月台闸门采用Gilgen Door Systems的最新型号闸门

自2008年开始，根据预定的列車自动化工程，巴黎地铁的部分线路开始加装月台闸门，其中包括：
- 巴黎地鐵1號線
- 巴黎地鐵13號線

### 美国
2023年建成的檀香山轨道交通，所有車站均裝有月台閘門。